# Landstraße (Wien)
Die Landstraße ist der 3. Wiener Gemeindebezirk und entstand 1850 durch Eingemeindung ehemaliger Vorstädte. Sie liegt südöstlich der Inneren Stadt (1. Bezirk) und zählt zu den inneren Bezirken, dem erweiterten Stadtzentrum. Als einziger der Bezirke 3 bis 9, nach deren Eingemeindung an ihrem Rand der Gürtel als Durchzugsstraße angelegt wurde, hat der 3. Bezirk seine Außengrenze nicht an dieser Straße, sondern weiter vom Zentrum entfernt. Auf dem Bezirksgebiet findet man das Schloss Belvedere, das Hundertwasserhaus, das Arsenal sowie Kulturinstitutionen und Botschaften.

## Geographie

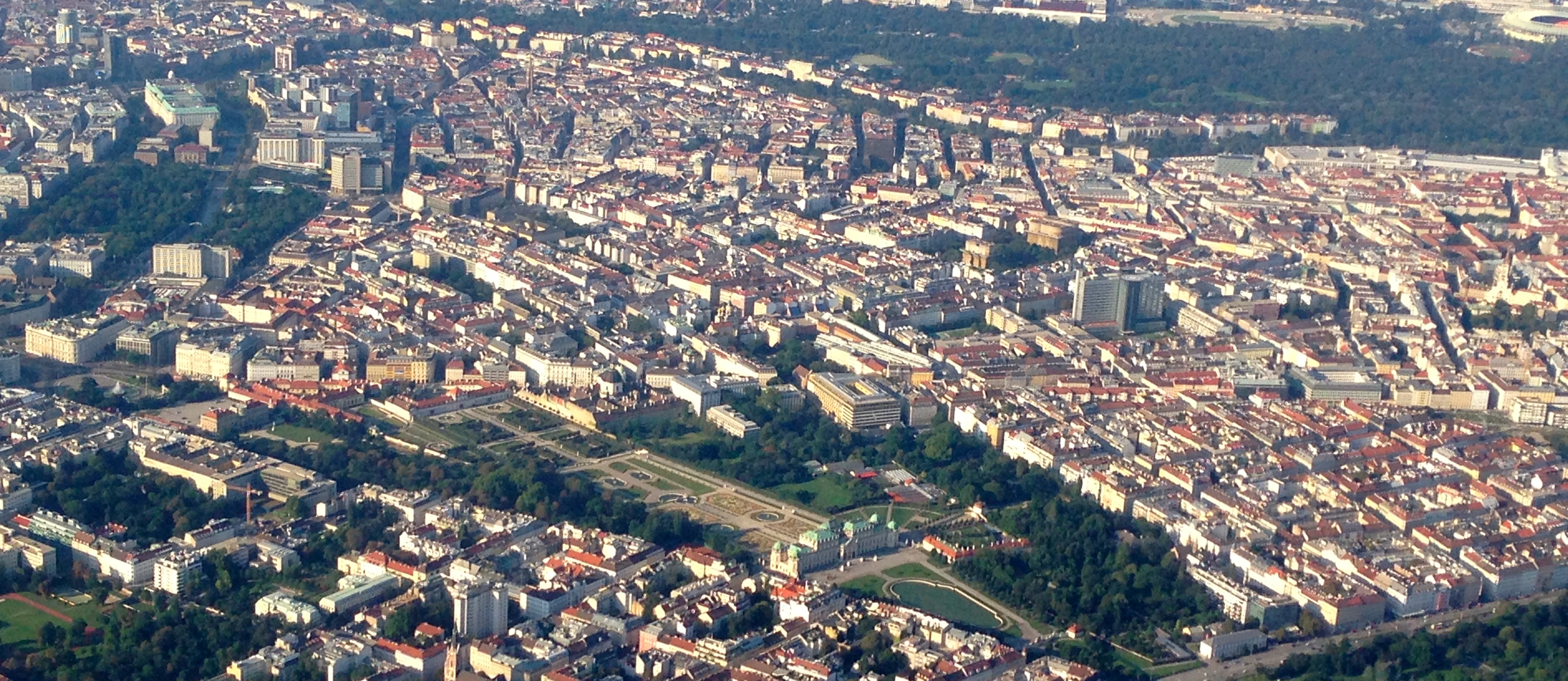
Luftbild des inneren Bereiches des 3. Bezirks; Blick nach Nordosten

### Lage
Der Bezirk Landstraße ist im südöstlichen Zentrum der Stadt Wien gelegen und nimmt eine Fläche von 7,42 km² bzw. 1,8 % der Wiener Stadtfläche ein. Damit liegt die Landstraße im Mittelfeld der Wiener Gemeindebezirke. Verglichen mit den anderen „inneren Bezirken“ verfügt der Bezirk über einen hohen Anteil an Betriebsbaugebieten und Grünflächen. Der Bezirk liegt entlang mehrerer Terrassen der Donau, wobei der Donaukanal die östliche und die Wien die nordwestliche Grenze bildet. Im Süden des Bezirks grenzt der Laaer Berg an die Landstraße.

### Geologie
Das Bezirksgebiet der Landstraße wurde vor allem durch die Donau geformt, die im Laufe der Zeit mehrere Terrassen bildete. Insbesondere während der Eiszeit kam es durch Frost zur Bildung großer Schuttmassen, die von der Donau in das Wiener Becken verfrachtet wurden. In den warmzeitlichen Phasen schnitt sich in der Folge die Donau in den Schotterkörper und bildete Terrassen heraus, wobei die Terrassen mit zunehmender Entfernung zur Donau bzw. des Donaukanals immer älter werden. Auf dem Bezirksgebiet liegen drei Donauterrassen, deren Höhe ausgehend vom Donaukanal nach Westen ansteigt. Nahe am Donaukanal liegt die „Zone der rezenten Mäander“, die Stadtterrasse (Risseiszeit) folgt auf der Höhe der Landstraßer Hauptstraße (172 m ü. A.) und die Arsenalterrasse (Mindeleiszeit) auf dem Gelände des Arsenals. Der höchste Punkt befindet sich mit 202 m.ü.A. in der Arsenalstraße, an der Grenze zum 10. Wiener Gemeindebezirk, gegenüber dem 21er Haus (Arsenalstraße 1).
Der Aufbau der Terrassen ist mit Ausnahme der jüngsten Terrasse („Zone der rezenten Mäander“) immer gleich. Der Untergrund besteht überwiegend aus Tegel sowie teilweise sandigen Ablagerungen aus dem Pannonium, darüber Kiesschichten die während der Eiszeiten aufgeschüttet wurden. Die oberste Schicht wird aus Löss gebildet, der aus dem Alpenvorland geweht wurde. Bei der jüngsten Terrasse liegen über der Kiesschicht hingegen Ausedimente wie Feinsande und Silite. Die Gesteine der Kiesschicht wurden überwiegend aus Abtragungen der Alpen und der Böhmischen Masse gebildet. An der Landstraßer Hauptstraße erreicht diese Kiesschicht eine Höhe von zwölf Metern. Bei den plattigen Steinen handelt es sich in der Regel um Sandstein aus dem nahe gelegenen Wienerwald. Die runden Gerölle bestehen zum Großteil aus kristallinen Gesteinen wie Granit, Gneis und Quarze. Die Granite stammen ebenso wie die schwarzen Amphibolite aus der Böhmischen Masse. Der graue bis grünliche Gneis wurde aus den Zentralalpen und der Böhmischen Masse abgetragen. Weitere runde bis ovale Kiese bestehen aus Kalk und stammen aus den Nördlichen Kalkalpen.

### Erdberger Mais

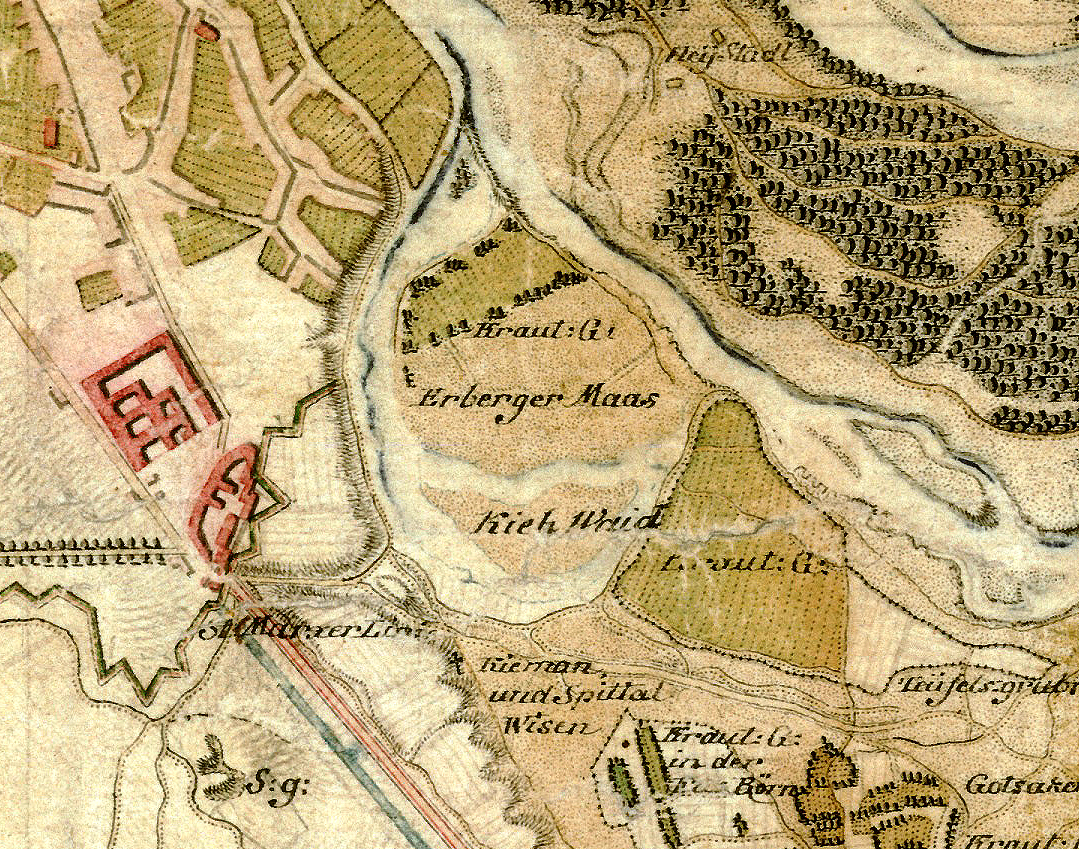
Erdberger Mais um 1770, Ausschnitt aus der Josephinischen Landesaufnahme

Der Erdberger Mais ist ein Gebiet südlich des Donaukanals am östlichen Ende des Bezirks im Osten von Erdberg. Dieses Gebiet entstand aus einer Flussschlinge (Mäander) der (damaligen) Donau, des heutigen Donaukanals, es hat keine definierten Grenzen und liegt ungefähr zwischen Schlachthausgasse und der Trasse der Südosttangente. Als die Ortsteile des heutigen Bezirks entstanden, war es noch (bis in das 18. Jahrhundert) Flussgebiet. Der Name hat nichts mit dem Getreide Mais zu tun, sondern ist ein altes Wort für Jungwald oder Holzschlag, das grammatikalische Geschlecht ist unklar, in der Literatur werden alle drei Artikel verwendet. Sein Umfang ist im 21. Jahrhundert im Wesentlichen nur mehr durch Böschungen und Geländeunebenheiten erkennbar. Ein letzter deutlicher Rest ist in der Baumgasse, Ecke Maiselgasse als Naturdenkmal Nr. 752 „Donauprallhang“ geschützt. Die Donau floss hier noch im 18. Jh. vorbei, heute liegt der (regulierte) Lauf dieses Stroms ca. 2,8 km nördlich. Der relativ weiche Boden der höhergelegenen Donauterrasse wurde ausgespült. Auf diese Weise entstand eine mehr als 10 m hohe Geländekante. Der Prallhang ist die letzte naturnahe und flussmorphologische Struktur.

### Flächennutzung
Die Baufläche der Landstraße umfasst 57,96 % (Wien-weit 33,32 %) der Bezirksfläche, wobei dies der siebenthöchste Wert eines Wiener Gemeindebezirks ist. Der Anteil von Wohnbaufläche am gesamten Bauland beträgt für Wien sehr niedrige 46,54 %. Weitere 25,85 % entfallen auf Betriebsbaugebiet und 22,33 % auf Flächen die dem kulturellen, religiösen, sportlichen oder öffentlichen Bereich gewidmet sind. Grünflächen nehmen auf der Landstraße einen Gesamtanteil von 13,18 % ein, wobei die Landstraße im unteren Mittelfeld der Wiener Bezirke liegt. 73,82 % der Grünfläche entfallen auf Parkanlagen, 11,67 % auf Sport- und Freizeitflächen, der Rest auf Kleingärten, Wiesen und einen kleinen Rest landwirtschaftlicher Nutzfläche. Da der Bezirk kaum Flächenanteile an seinen Grenzflüssen Wienfluss und Donaukanal hat, entfallen nur 0,12 % der Bezirksfläche auf Gewässer. Der Anteil der Verkehrsflächen am Bezirksgebiet ist mit 28,74 % der siebenthöchste Wert Wiens.
| Baufläche | Baufläche      | Baufläche                 | Grünfläche     | Grünfläche | Grünfläche | Grünfläche | Grünfläche  | Grünfläche       | Gewässer | Verkehrsflächen |
| 431,88    | 431,88         | 431,88                    | 98,21          | 98,21      | 98,21      | 98,21      | 98,21       | 98,21            | 0,93     | 214,14          |
| --------- | -------------- | ------------------------- | -------------- | ---------- | ---------- | ---------- | ----------- | ---------------- | -------- | --------------- |
| Wohnbau   | Betriebsgebiet | öffentliche Einrichtungen | Landwirtschaft | Parks      | Wälder     | Wiesen     | Kleingärten | Freizeit-Flächen |          |                 |
| 200,99    | 111,64         | 96,45                     | 2,62           | 72,50      | 0          | 6,09       | 5,54        | 11,64            |          |                 |

### Nachbarbezirke
Die Landstraße gehört zu den sogenannten „inneren Bezirken“. Im Nordosten und Osten bildet das rechte Ufer des Donaukanals die Grenze zur Leopoldstadt. Die südliche Grenze verläuft im Zickzack durch das Betriebsbaugebiet der Bezirke Landstraße und Simmering. Im Südwesten grenzt die Landstraße entlang der Arsenalstraße an den Bezirk Favoriten (Grenze ist die Mitte der Hauptfahrbahn), im Westen bildet die Prinz-Eugen-Straße die Grenze zur Wieden. Im Norden trennt schließlich der Wienfluss die Landstraße von der Inneren Stadt.

### Bezirksteile

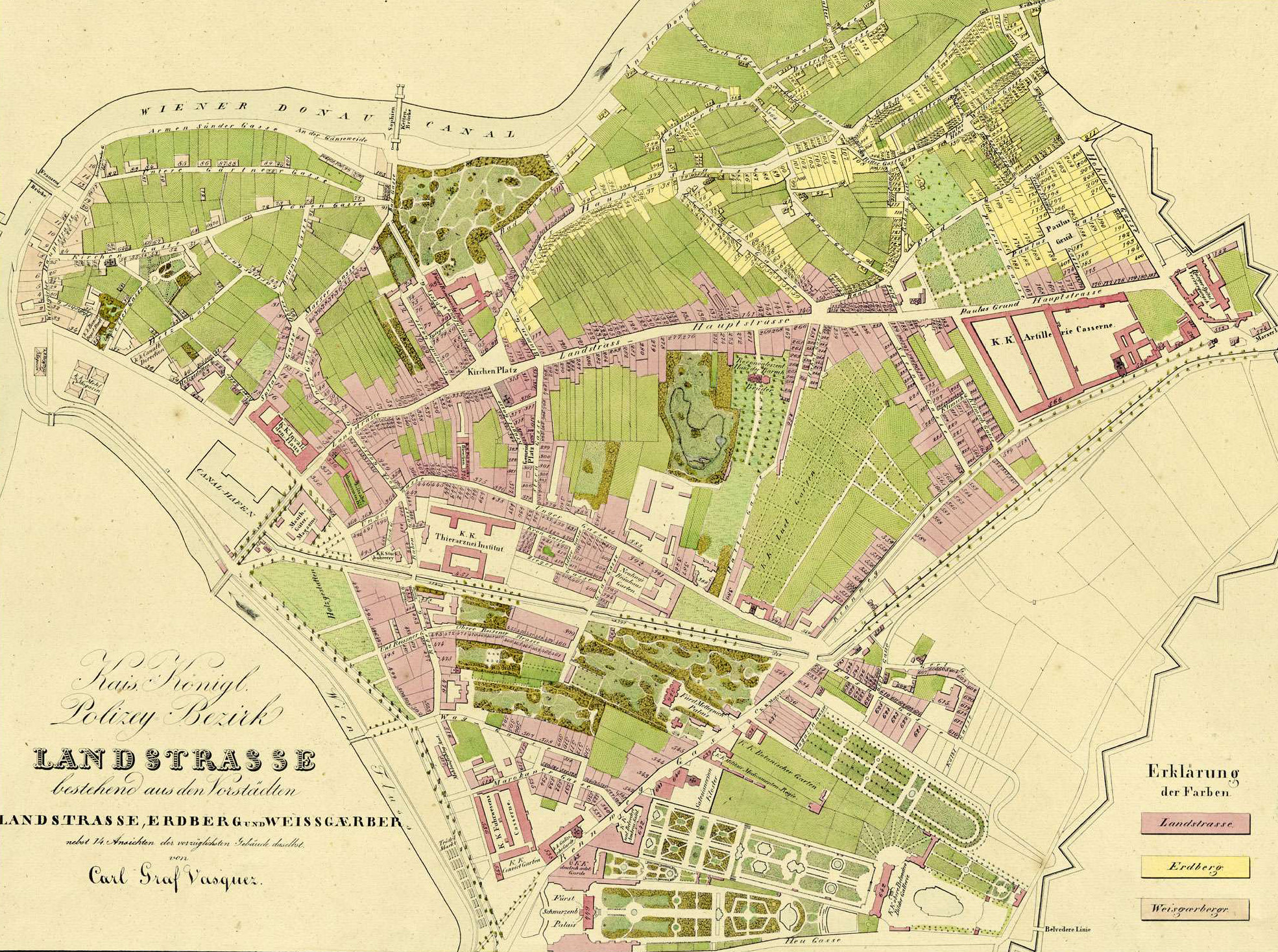
Die Gemeinden des späteren Bezirks um 1850

Das Bezirksgebiet wurde aus den drei zuvor eigenständigen Ortschaften Weißgerber, Erdberg und Landstraße gebildet; alle drei unterstanden zuletzt der Grundherrschaft des Wiener Magistrats. Neben diesen drei offiziellen Bezirksteilen gibt es im volkstümlichen Verständnis abgrenzbare Viertel, sogenannte Grätzln, wie etwa das Fasanviertel um die Fasangasse oder Sankt Marx. Grundbuchstechnisch besteht der 3. Bezirk aus der Katastralgemeinde Landstraße sowie kleinen Anteilen an der Katastralgemeinde Simmering im Süden des Bezirksgebietes.
Der Bezirksteil Weißgerber liegt im Norden des Bezirksgebietes und umfasst im Wesentlichen das Gebiet zwischen Donaukanal, Wienfluss und Marxergasse. Das Gebiet ist großteils mit Wohnbauten (unter anderem das Hundertwasser-Krawina-Haus) verbaut. Daneben haben sich Institutionen wie Statistik Austria, die Finanzlandesdirektion, das Justizzentrum Wien-Mitte und das Kunst Haus Wien angesiedelt.
Südlich des Bezirksteils Weißgerber liegt der namengebende Bezirksteil Landstraße. Er umfasst zahlreiche Botschaftsgebäude und Wohnanlagen mit einem höheren Grünflächenanteil. Neben mehreren Parks (Teile des Stadtparks, Arenbergpark, Botanischer Garten der Universität Wien) befinden sich auch mehrere Schlösser (Palais Schwarzenberg, Unteres und Oberes Belvedere) in diesem Bezirksteil. Auch die Universität für Musik und darstellende Kunst Wien, das Wiener Konzerthaus und die Münze Österreich befinden sich hier.
Südlich der Marxergasse und östlich der Landstraßer Hauptstraße liegt der Bezirksteil Erdberg. Neben Wohnbauten ist vor allem der Süden von Erdberg von Betriebsflächen dominiert. Auch ein großes Sportzentrum, das Postzentrum, die Zentrale der Wiener Linien und das Staatsarchiv befinden sich hier.
Bei der Schaffung von NS-Groß-Wien per 15. Oktober 1938 wurden das Arsenal und das südöstlich angrenzende Gebiet vom 10. in den 3. Bezirk transferiert.
Eine statistische Gliederung des Bezirksgebiets besteht in den Zählbezirken, in denen die Zählsprengel des Gemeindebezirks zusammengefasst sind. Die elf Zählbezirke auf der Landstraße sind Weißgerber, Landstraße, Belvedere-Diplomatenviertel, Fasangasse, Rudolfspital-Rennwegkaserne, Erdberg, Erdberger Mais – St. Marx, Arsenal, Ungargasse, Altes Gaswerk und Wildganshof.

## Wappen
Das Wappen des Bezirks Landstraße vereint die Wappen jener Orte, aus denen der 3. Bezirk 1850 gebildet wurde.
- Der vom Betrachter aus gesehen linke (heraldisch rechte) obere Wappenteil steht für den Bezirksteil Landstraße. Er zeigt den Heiligen Nikolaus im bischöflichen Ornat. Nikolaus war Patron des Frauenklosters Sankt Niklas. In der rechten Hand hält Nikolaus drei auf einem Buch liegende Kugeln. Diese Kugeln soll Nikolaus im 4. Jahrhundert der Tochter eines verarmten Edelmannes geschenkt haben.
- Der rechte obere Wappenteil symbolisiert den Bezirksteil Erdberg. Die beiden Erdbeerblüten und die hängende, rote Erdbeere symbolisieren eine unrichtige Herleitung des Namens von Erdberg. Dieser rührt nicht von den Erdbeeren, sondern von einer Ertpurch (Befestigungsanlage) her.
- Der untere Wappenteil steht schließlich für den Bezirksteil Weißgerber. Die beiden in Kampfposition stehenden, silbernen Böcke entstammen verschiedenen Zunftwappen der Gerber. Diese hatten sich wegen der Geruchsbelästigung außerhalb von Wien ansiedeln müssen.

## Geschichte

### Vorgeschichte
Erste Besiedelungsspuren im heutigen dritten Bezirk stammen aus der Bronzezeit. Im 9. Jahrhundert v. Chr. wurde das Gebiet von den Kelten besiedelt, die die Latène-Kultur verbreiteten. Die keltische Siedlung auf dem Gebiet zwischen dem heutigen Rennweg und dem oberen Schloss Belvedere dürfte bis zur Römerzeit bestanden haben. Mit der Eingliederung des Gebietes befand sich hier eine zum römischen Militärlager Vindobona gehörige Zivilstadt. Durch den Bezirk führten die Munizipalstraße und die Limesstraße. Das Zentrum der Zivilstadt lag auf dem heutigen Gebiet des Aspangbahnhofes. Durch einen Einfall der Markomannen wurde sie um 395 zerstört.
In der Gegend des heutigen Rochusmarktes gab es vor 1529 das Nikolaikloster, nach dem der heutige Bezirksteil Landstraße Nikolai-Vorstadt genannt wurde. In beiden Belagerungen durch die Osmanen erlitt die Vorstadt schwere Zerstörungen.
1715 wurde das Krankenhaus St. Elisabeth in der Landstraßer Hauptstraße gegründet.
Staatskanzler Metternich, der bis 1848 amtierte, wird der Satz Der Balkan beginnt am Rennweg zugeschrieben. Auch der Name Ungargasse verweist darauf, dass hier die damaligen Fernverkehrsstraßen von Wien nach Ungarn und auf den Balkan ihren Ausgang nahmen.

### Seit der Eingemeindung in Wien 1850
Der heutige Bezirk Landstraße entstand durch Eingemeindung mehrerer, im Mittelalter bzw. in der frühen Neuzeit entstandener Ortschaften. Mit einer Kundmachung vom 20. März 1850 wurden die Grenzen des neu zu bildenden 3. Bezirks, Landstraße, gezogen. Er wurde aus den Vorstädten Landstraße, Weißgerber und Erdberg gebildet. Hinzu kamen Gebiete zwischen dem Liniengraben und der Eisenbahn Wien–Bruck an der Leitha (der Ostbahn), Sankt Marx und das Flussbett der Wien vom damaligen Mondscheinsteg bis zur Mündung in den Donaukanal (heute ist das rechte Flussufer Bezirksgrenze).

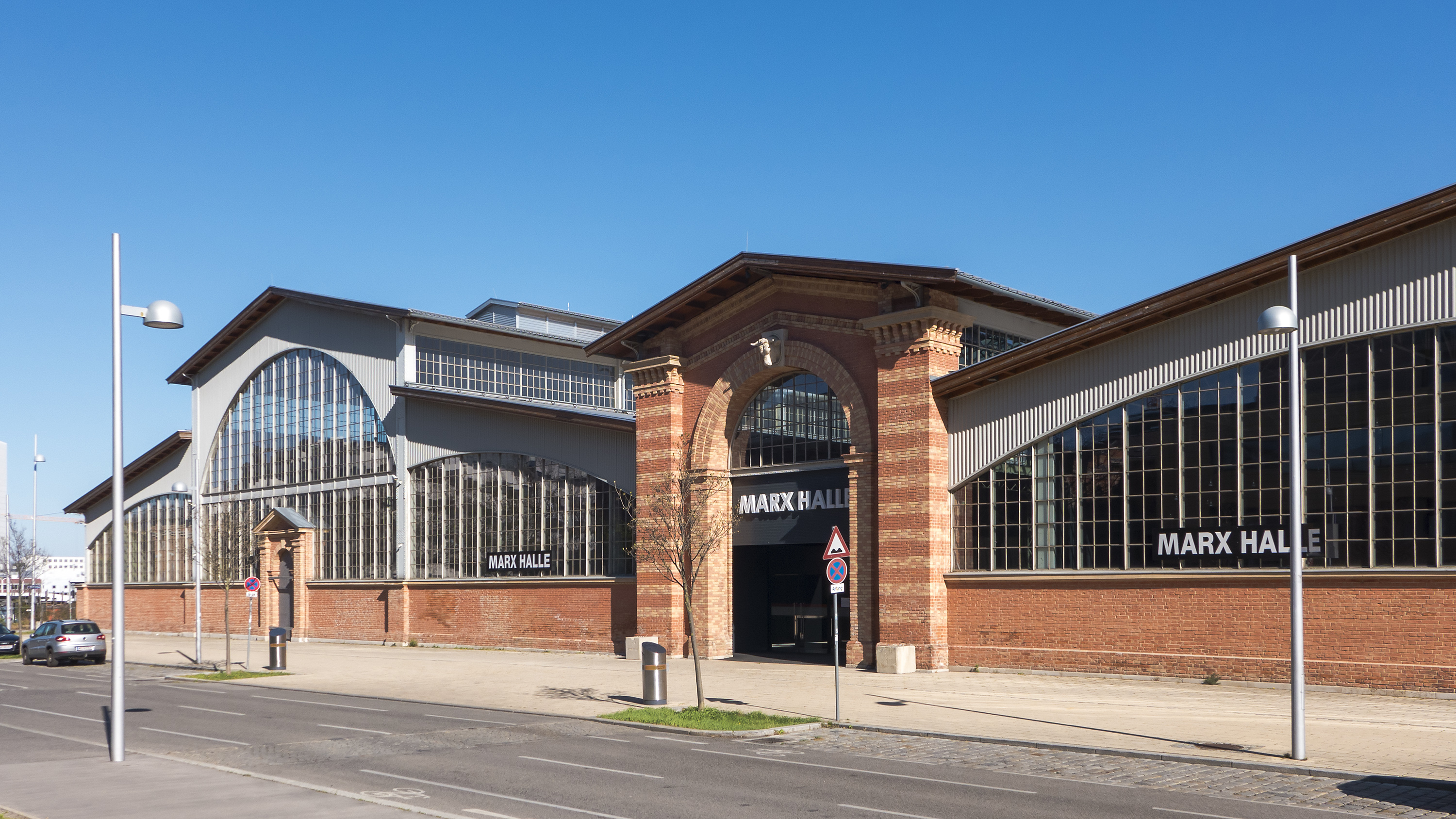
Rinderhalle St. Marx

Nach der Eingemeindung entwickelte sich der Bezirk in vielerlei Hinsicht. Um die heutige Reisnerstraße siedelten sich zahlreiche Botschaften an. Mitte des 19. Jahrhunderts entstand das Fasanviertel zwischen Rennweg und Landstraßer Gürtel. In Erdberg siedelte sich der Wiener Zentralviehmarkt mit seinen Stallungen an und das bestehende Schlachthaus wurde ausgebaut (vgl. Fleischversorgung von Wien). Ab 1894 wurde der Linienwall, seit 1704 Befestigungsanlage und zuletzt bis 1891 noch Steuergrenze, abgetragen. Zu Beginn des 20. Jahrhunderts wurde der Landstraßer Gürtel als letzter Teil dieses 14 Bezirke erschließenden Straßenzuges fertiggestellt.
Nach 1900 entstand ein großbürgerliches Zinshausensemble mit vom Secessionismus beeinflusstem, späthistoristischem Charakter um den Dannebergplatz (Parzellierung des Gartens des Palais Arenberg), den Esteplatz und an der Weißgerberlände. Durch die Parzellierung der Gärten des Palais Modena entstand in der Zwischenkriegszeit das Ensemble rund um den Modenapark.
Noch bis ins 20. Jahrhundert war der Bezirk vor allem Heimat der mittleren Bevölkerungsschichten, durch den Aufstieg von Handel und Industrie entwickelte er sich aber immer mehr zum Arbeiterbezirk. Deshalb erfolgte in der Zwischenkriegszeit auch ein starker Ausbau des kommunalen Wohnbaus. Ein wichtiges Beispiel dafür ist der Rabenhof zwischen Hainburger Straße und Baumgasse.
Der letzte Bundeskanzler der Ersten Republik, der diktatorisch regierende Kurt Schuschnigg, wohnte bis 1938 im Schloss Belvedere. Während des Zweiten Weltkrieges erfolgte vom heute nicht mehr bestehenden Aspangbahnhof die Deportation Tausender jüdischer Bürgerinnen und Bürger in die Vernichtungslager. Daran erinnert der Platz der Opfer der Deportation. Im Arenbergpark wurden zwei Flaktürme zur Abwehr feindlicher Flugzeuge und als Luftschutzbunker errichtet; einer der beiden wird als Contemporary Art Tower vom MAK genützt.
Nach dem Zweiten Weltkrieg kam es noch fünfmal zu kleineren Änderungen bei den Bezirksgrenzen. Die Grenze zu Simmering wurde 1995 (im Bereich Schlechtastraße und Hüttenbrennergasse zwischen Gudrunstraße und St. Marxer Friedhof), 2000 (im Bereich Urschenböckgasse und Litfaßstraße) und 2003 (im Bereich Döblerhofstraße, Guglgasse, Paragonstraße und Erdbergstraße) verschoben. Betroffen davon waren neben Verkehrsflächen vor allem Industrie- und Gewerbegebiete. Im Jahr 1999 kam es zu einer geringfügigen Grenzänderung zur Wieden (im Bereich Schwarzenbergplatz und Prinz-Eugen-Straße) und in den Jahren 2000 und 2009 zu Favoriten (im Bereich Arsenalstraße).
Seit Beginn der 1990er Jahre ist der Bezirk durch die neu gebaute U-Bahn-Linie U3 an das Wiener U-Bahn-Netz angeschlossen.

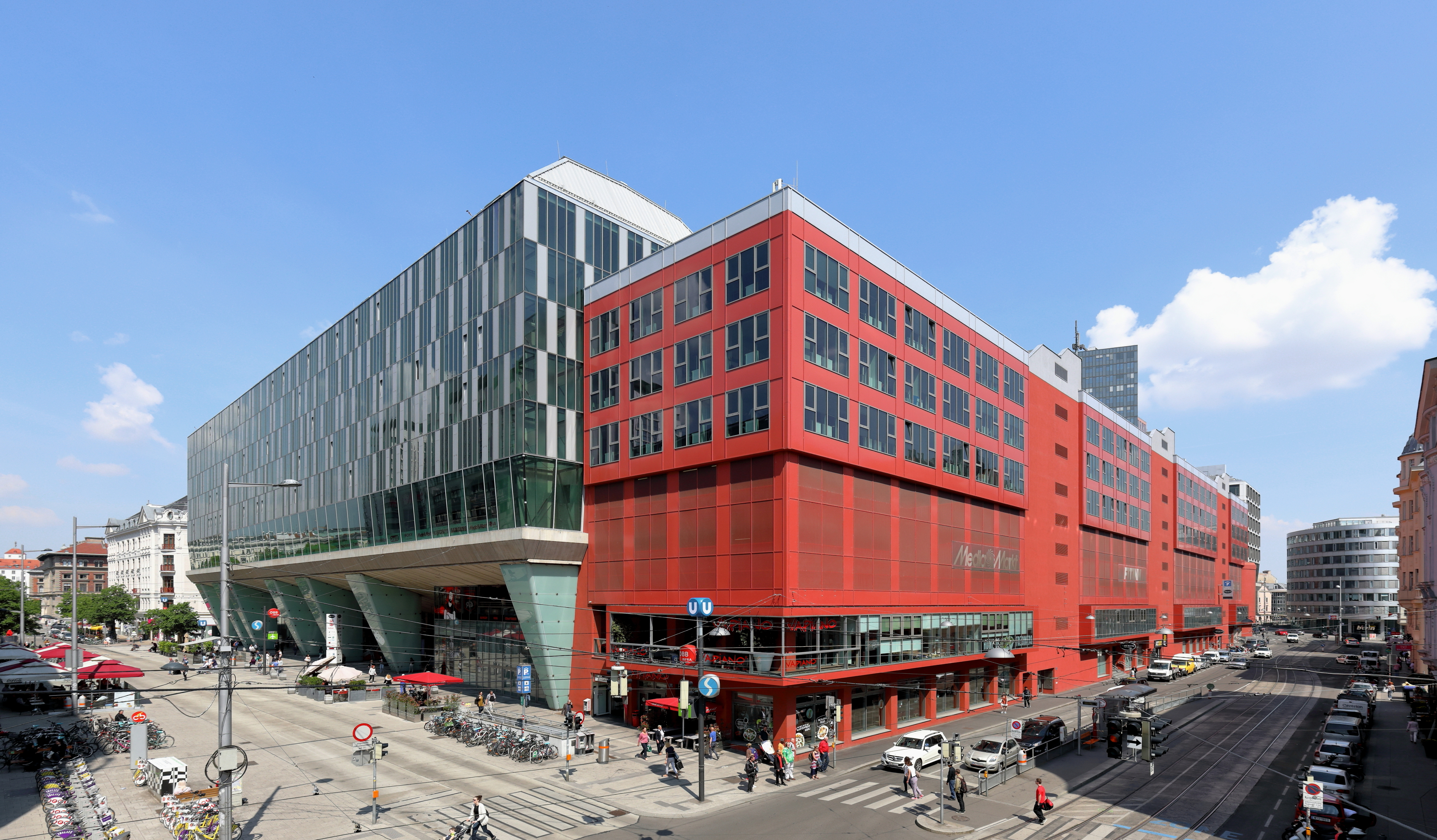
Die Überbauung (2007–2013) des Bahnhofs Wien Mitte, u. a. seit 2014 mit dem Büro des WienTourismus

### Zukünftige Entwicklungen

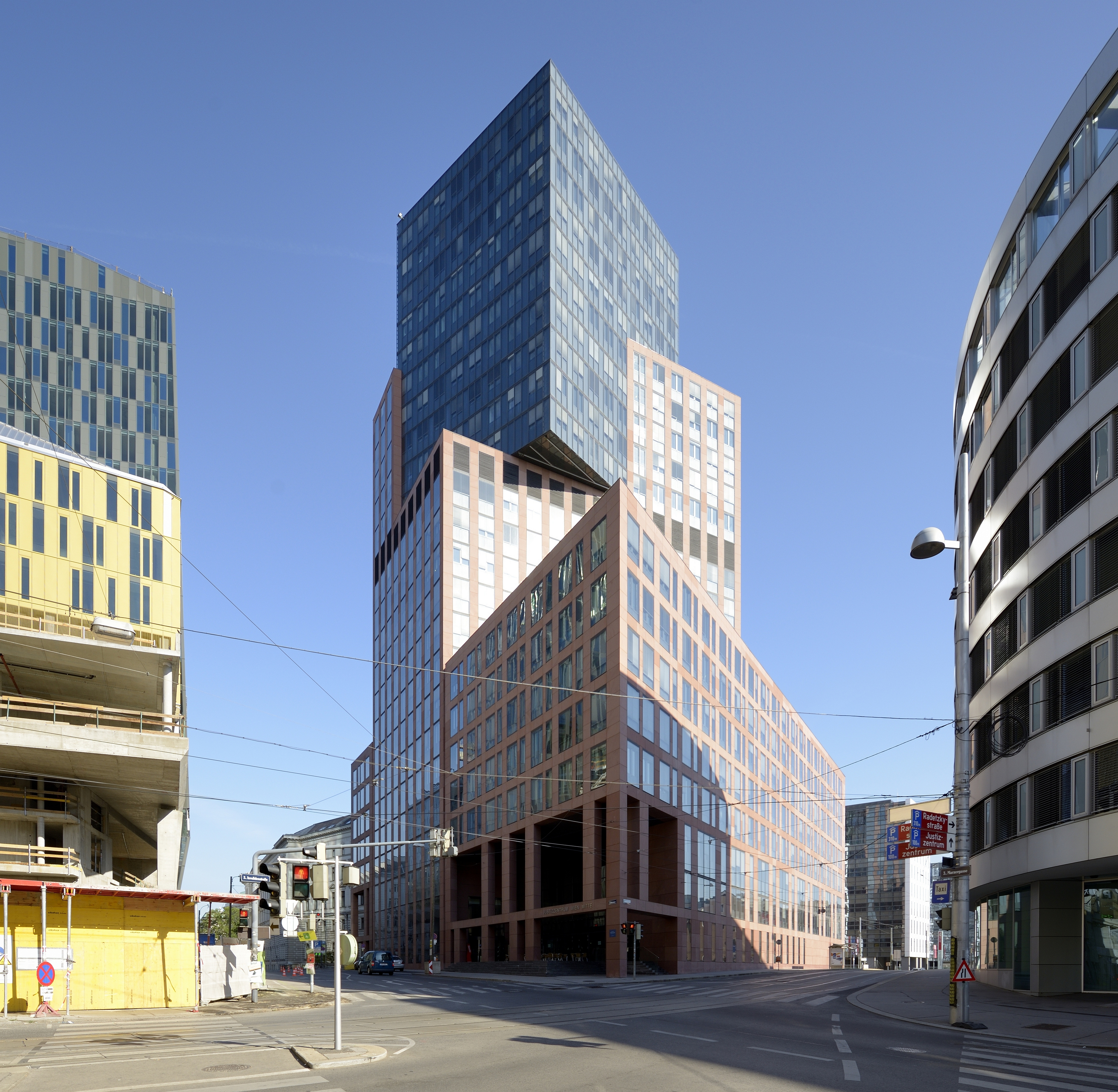
Justizzentrum Wien-Mitte

Die Planungen konzentrieren sich vor allem auf zwei Bereiche: Erdberg und den Bahnhof Wien Mitte.
Seit den mittleren 1990er Jahren gab es Planungen für den Bahnhof, die teilweise sehr weit gediehen waren, aber an der Unverträglichkeit mit dem UNESCO-Weltkulturerbe-Status der Altstadt scheiterten. Von 2007 bis 2013 wurde schließlich eine revidierte Planung umgesetzt. In der Umgebung des Bahnhofs entstanden für die Aufwertung des Areals etliche Neubauten, etwa das Justizzentrum Wien-Mitte.
Ein weiterer stadtplanerischer Schwerpunkt ist das Industriegebiet in Erdberg, vor allem beim ehemaligen Schlachthof Sankt Marx und dem früheren Wiener Zentralviehmarkt, wo auf einem ausgedehnten Gebiet Wohnungen und Industriebetriebe (11.000 Einwohner und 45.000 Arbeitsplätze) entstehen. Am Rand dieses Gebiets befinden sich auch das biologische Forschungszentrum Campus Vienna Biocenter, das T-Mobile-Hauptgebäude und die TrIIIple Towers.

## Bevölkerung
Bevölkerungsentwicklung
Quelle: Statistik.at

### Bevölkerungsentwicklung
Der Bezirk Landstraße umfasste 1869 88.678 Einwohner. Durch die Erschließung neuer Wohngebiete hat sich die Einwohnerzahl bis 1910 auf 166.981 Menschen beinahe verdoppelt. Nach dem Zusammenbruch Österreich-Ungarns sank die Einwohnerzahl um etwa 12 % ab, blieb danach jedoch bis in die 30er Jahre konstant. Im Vorfeld des Zweiten Weltkriegs begann ein neuerlicher Rückgang der Bevölkerungszahlen, wobei sich auch die Vertreibung und Ermordung der jüdischen Bevölkerung des Bezirkes auswirkte. Nach dem Zweiten Weltkrieg sank die Einwohnerzahl kontinuierlich ab, wobei die größten Einbrüche in den 1960er und 1970er Jahren erfolgten. Nach einem Tiefststand im Jahr 2001 begann die Einwohnerzahl in den letzten Jahren wieder zu steigen und betrug Anfang 2015 87.953 Menschen.

### Bevölkerungsstruktur
Die Altersstruktur der Landstraßer Bevölkerung wich 2001 kaum vom Wiener Durchschnitt ab. Nur die Zahl der Kinder unter 15 Jahren lag mit 13,3 %, etwas stärker unter dem Wiener Durchschnitt von 14,7 %. Der Anteil der Bevölkerung zwischen 15 und 59 Jahren lag bei 64,4 % (Wien: 63,6 %). Der Anteil der Bevölkerung im Alter von 60 oder mehr Jahren war mit 22,3 % leicht über dem Wiener Wert von 21,7 %. Die Geschlechterverteilung im Bezirksgebiet entsprach mit einem Anteil von 46,9 % Männern und 53,1 % Frauen dem Wiener Durchschnitt, während die Landstraßer Bevölkerung mit 38,4 % gegenüber 41,2 % etwas weniger oft verheiratet waren als die Durchschnittswiener.

### Herkunft und Sprache
Der Anteil der ausländischen Bezirkseinwohner lag 2005 bei 21,4 % (Wien: 18,7 %), und weist gegenüber 2001 (18,5 %) wie im gesamten Bundesland eine steigende Tendenz auf. Den höchsten Anteil der Ausländer stellten 2005 mit rund 4,9 % Anteil an der Bezirksbevölkerung Staatsbürger aus Serbien und Montenegro. Weitere 2,2 % waren türkische, 1,9 % deutsche, 1,5 % polnische und je 1,0 % kroatische oder bosnische Staatsbürger. Insgesamt waren 2001 26,9 % der Landstraßer Bevölkerung nicht in Österreich geboren worden. 7,1 % sprachen als Umgangssprache Serbisch, 4,5 % Türkisch und 2,4 % Kroatisch.

### Religion
Das Religionsbekenntnis der Bevölkerung im Bezirk Landstraße wich bei der Volkszählung 2001 kaum vom Durchschnitt Wiens ab. 2001 gaben 48,6 % der Bewohner an, der römisch-katholischen Kirche anzugehören (Wien: 49,2 %). Es gibt im Gemeindebezirk fünf römisch-katholische Pfarren, die zum Stadtdekanat 3 gehören. 7,5 % der Bewohner waren islamischen Glaubens, 7,0 % gehörten der orthodoxen Kirche an und 5,0 % waren evangelisch, die in der Regel zur Evangelischen Pfarrgemeinde A.B. Landstraße gehören. 24,8 % der Bezirksbevölkerung gehörte keiner Religionsgemeinschaft an, 7,2 % hatten kein oder ein anderes Religionsbekenntnis angegeben.

## Politik
| Bezirksvorsteher seit 1945 | Bezirksvorsteher seit 1945 |
| -------------------------- | -------------------------- |
| Ludwig Fischer (ÖVP)       | 4/1945–1946                |
| Josef Pfeifer (SPÖ)        | 1946–1959                  |
| Franz Seitler (SPÖ)        | 1959–1973                  |
| Jakob Berger (SPÖ)         | 1973–1982                  |
| Günther Reciczky (SPÖ)     | 1982–1983                  |
| Rudolf Bergen (SPÖ)        | 1983–1989                  |
| Erich Hohenberger (SPÖ)    | 1989–                      |

Nach der Eingemeindung des Bezirkes blieben die Gemeindevorstände der drei ehemaligen Vororte noch bis zum Jahr 1862 im Amt. In diesem Jahr übernahm schließlich Matthäus Mayer als Erster das Amt des Bezirksvorstehers des neuen Bezirks. Die Ansiedlung von Gewerbe und Industrie bewirkte einen starken Zuzug von Arbeitern, es folgte ein Aufstieg der Sozialdemokraten. Bei den ersten Wahlen nach dem Ersten Weltkrieg errangen die Sozialdemokraten die absolute Mehrheit im Bezirk. Im Zuge des Justizpalastbrandes kam es im 3. Bezirk 1927 zu Kämpfen zwischen dem Republikanischen Schutzbund und dem Bundesheer. Die Sozialdemokraten blieben jedoch die dominierende Partei. Bei den Bezirksvertretungswahlen 1932 erreichten sie 16 von 30 Mandaten, je 7 Sitze entfielen auf die Christlichsozialen und die Nationalsozialisten. Nach den Februarkämpfen im Jahr 1934 wurden die Sozialdemokraten landesweit verboten, der Bezirksvorsteher Adolf Lahner wurde durch Viktor Kainzmayer abgelöst. Bei den ersten Landtagswahlen 1945 erlangte die SPÖ mit 57 % erneut die absolute Mehrheit, gefolgt von der ÖVP mit ca. 35 % und der KPÖ mit 8 % der Stimmen. Analog dazu wurde die Bezirksvertretung besetzt. Ende der 80er Jahre begann der Aufstieg der FPÖ, die ihren Stimmanteil bis 1996 bis auf 25 % steigern konnte und den Anspruch auf den Bezirksvorsteher-Stellvertreter erlangte, während die SPÖ auf knapp 36 % zurückfiel. 2001 drehte sich dieser Trend um, die SPÖ erreichte 41,4 % der Stimmen, die FPÖ nur noch 18,4 % und die ÖVP 18,7 %, womit die ÖVP das Amt des Bezirksvorsteher-Stellvertreters erreichte. Stark steigern konnten ihre Mandatszahl die Grünen, die mit 17,1 % schon knapp zur ÖVP aufschließen konnten. Das LIF erreichte 3,4 %. Bei der Bezirksvertretungswahl 2005 erreichte die SPÖ 42,7 %, die ÖVP 21,7 %, die Grünen 20,5 %, die FPÖ 11,6 % und die KPÖ 1,9 %, womit die KPÖ der Wiedereinzug in die Bezirksvertretung gelang. Bei der Bezirksvertretungswahl 2010 konnte die SPÖ ihren Führungsanspruch trotz leichter Verluste mit 40,6 % behaupten. Die Grünen belegten mit 19,7 % erstmals Platz 2 und gewannen den Bezirksvorsteher-Stellvertreter. Die FPÖ konnte stark auf 18,0 % zulegen, die ÖVP rutschte mit 17,0 % auf ihr bis dahin schlechtestes Ergebnis ab. Die KPÖ konnte mit 2,0 % ihr Mandat halten. Das BZÖ erreichte 1,1 %, was für ein Mandat nicht ausreichte. Bei den Bezirksvertretungswahlen 2015 konnte die SPÖ mit leichten Verlusten die Spitzenposition bei 37,94 % halten. Die FPÖ eroberte mit 20,80 % den zweiten Platz und damit die Position des Bezirksvorsteher-Stellvertreters zurück, dicht gefolgt von den Grünen mit 19,27 %. Die ÖVP unterbot ihr Ergebnis von 2010 und erreichte 11,37 %. Die Neos schafften erstmals den Sprung in die Bezirksvertretung der Landstraße mit 7,30 %. Das von der KPÖ unterstützte linke Wahlbündnis Wien anders erreichte 2015 2,05 % und damit ein Mandat. Bei den Wahlen 2020 konnte die SPÖ ihre Spitzenposition im Bezirk, trotz leichten Verlusten, abermals halten. Durch einen historischen Absturz der FPÖ wurden die Grünen wieder Zweiter. Die ÖVP konnte um rund 6 % auf 17 % zulegen.

## Kultur und Sehenswürdigkeiten

### Sehenswürdigkeiten

#### Kirchen

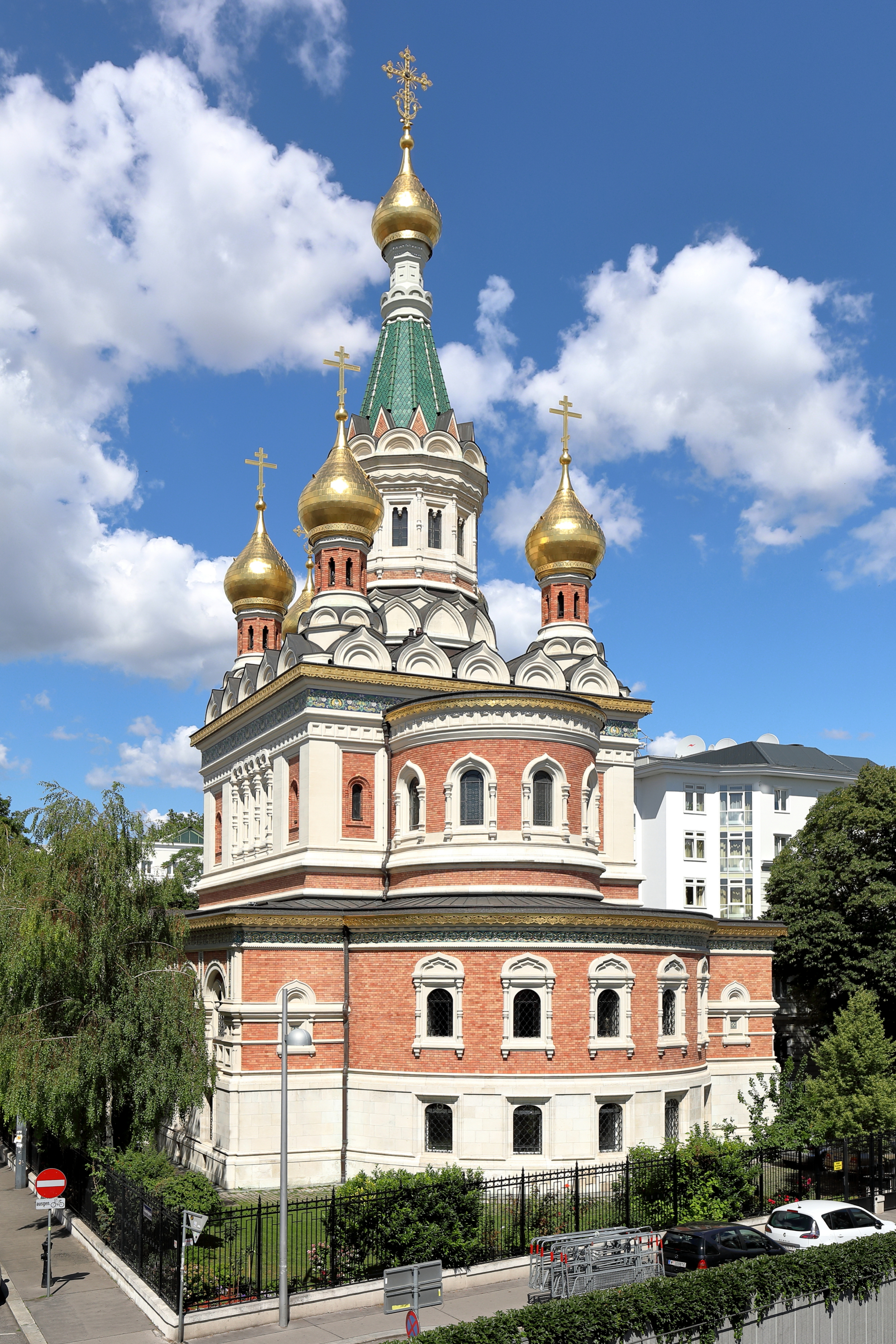
Russisch-Orthodoxe Kathedrale in Wien

Die Rochuskirche wurde 1687 errichtet, nachdem das erst wenige Jahrzehnte alte Vorgängerbauwerk im Zuge der Zweiten Wiener Türkenbelagerung 1683 zerstört worden war. Der St. Nikolai Friedhof vor der Kirche wurde 1784 aufgelassen, die sterblichen Überreste der hier Beerdigten wurden auf den Sankt Marxer Friedhof überführt, heute befindet sich hier der Rochusmarkt.
1717–1728 wurden Kirche und Kloster der Salesianerinnen erbaut, das Kloster diente Kaiserin Wilhelmine Amalie als Witwensitz.
1754–1763 wurde die Gardekirche am Rennweg erbaut. Ursprünglich war sie ein Teil des Kaiserspitals, das später in die Leibgardekaserne umgewandelt wurde. Sie wird mitunter auch „polnische Kirche“ genannt, da sie von der polnischen katholischen Gemeinde genutzt wird, die Gottesdienste werden vorwiegend in polnischer Sprache abgehalten.
1768 wurde die sogenannte Waisenhauskirche („Kirche Maria Geburt“) am Rennweg errichtet, 1783 erfolgte die Erhebung zur Pfarrkirche. Die 1873 geweihte Kirche „St. Othmar unter den Weißgerbern“ ist mit ihrem 80 Meter hohen Turm die höchste Kirche des Bezirks und die fünfthöchste Wiens. Sie wurde im neugotischen Stil nach Entwürfen von Friedrich von Schmidt errichtet. 1906 wurde die von Gustav von Neumann geplante Herz-Jesu-Kirche fertiggestellt. Die Januariuskapelle in der Ungargasse war einst Teil des Palais Harrach.
Die Russisch-Orthodoxe Kathedrale in der Jaurèsgasse wurde 1899 errichtet und ist Sitz der russisch-orthodoxen Gemeinde Wiens. Die Serbisch-orthodoxe Kirche zum Heiligen Sava befindet sich im Erdgeschoß eines 1890 errichteten Wohn- und Gemeindehauses. Auch die 1970 eingeweihte Pauluskirche der Evangelischen Kirche Augsburgischen Bekenntnisses am Sebastianplatz befindet sich im Erdgeschoß eines Wohnhauses. Im Hof eines Hauses in der Kolonitzgasse befindet sich zudem – von der Straße aus nicht als Kirchengebäude erkennbar – die 1968 geweihte Armenisch-apostolische Kirche St. Hripsime.

#### Parkanlagen und Friedhöfe
- Siehe auch: Liste der Wiener Parks und Gartenanlagen/Landstraße

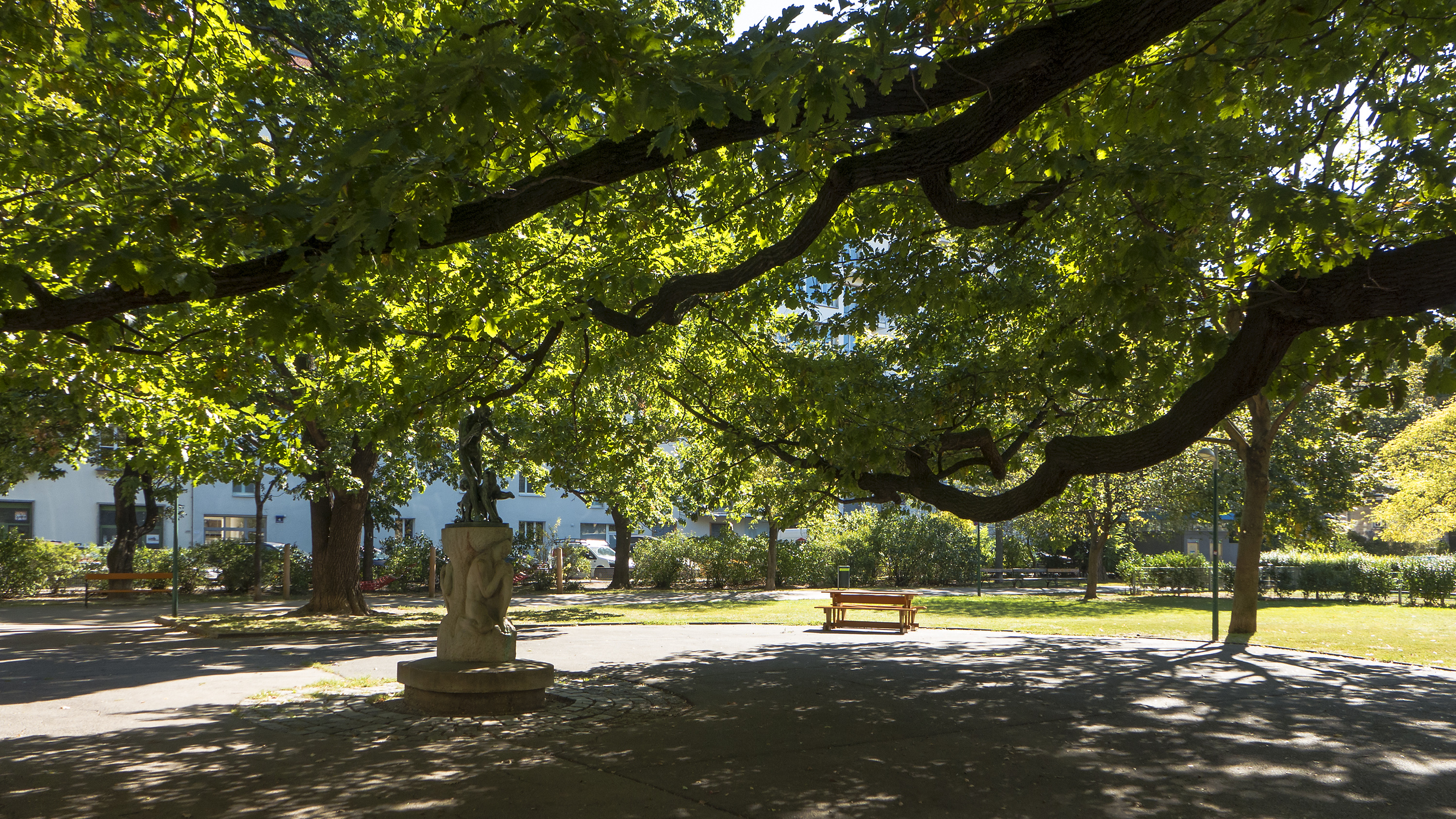
Modenapark

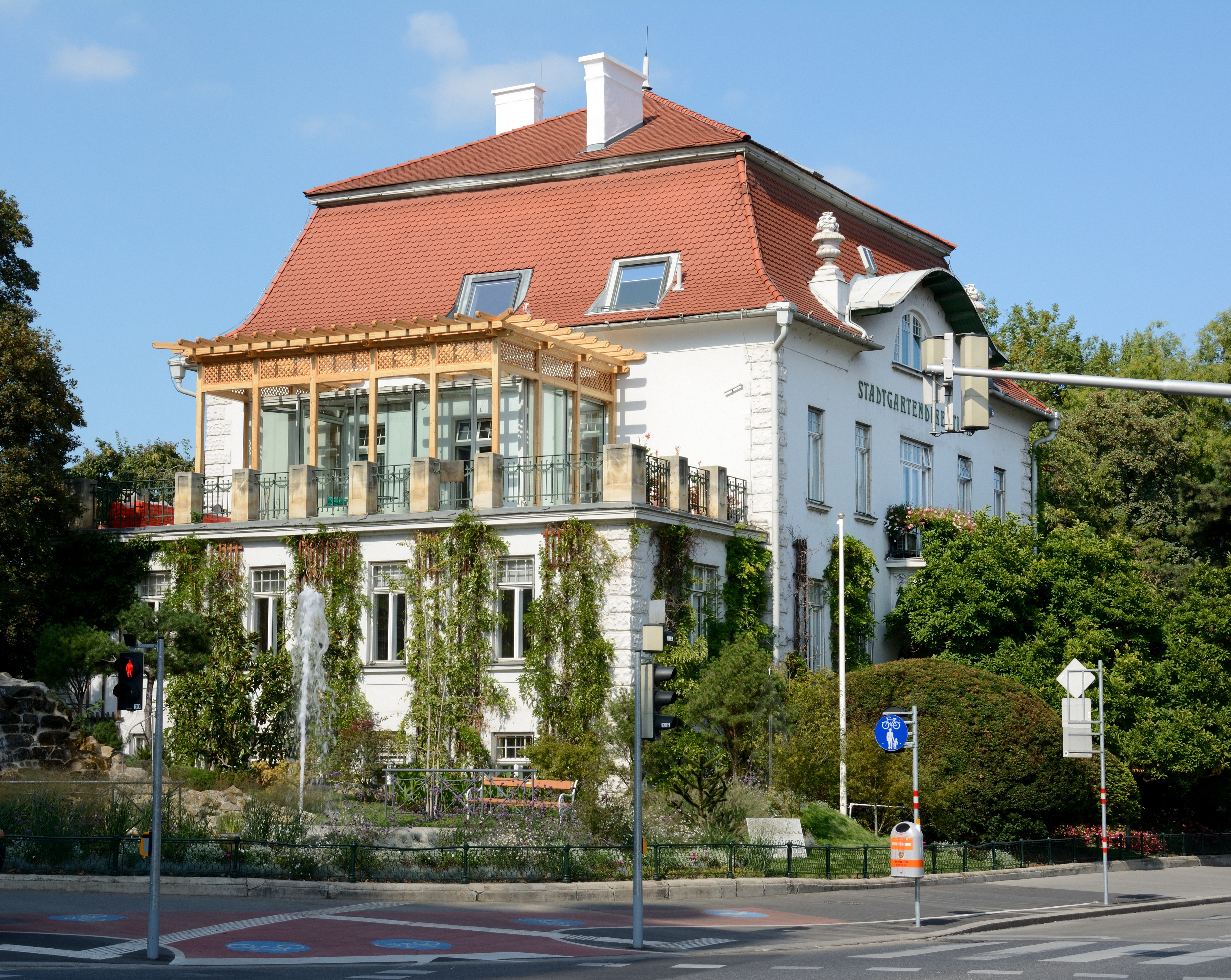
Stadtgartendirektion

Parkanlagen haben im Bezirk Landstraße auf Grund der Vielzahl an Palais eine lange Tradition. Prinz Eugen von Savoyen ließ zwischen 1700 und 1721 durch den Architekten Johann Lucas von Hildebrandt sein Schloss Belvedere errichten, für das der Gartenkünstler Dominique Girard einen barocken Garten entwarf. Nahe am Belvederegarten liegt auch der Botanische Garten der Universität Wien, der auf einen 1754 angelegten „Hortus Medicus“ (Medizinalpflanzengarten) von Erzherzogin Maria Theresia zurückgeht. Ebenfalls in unmittelbarer Nähe befindet sich der rund 75.000 m² große Schwarzenberg’sche Privatpark, der wie der Belvederegarten Anfang des 18. Jahrhunderts angelegt worden war. Er ist im Gegensatz zum Belvederegarten nicht öffentlich zugänglich und steht nur den Hotelgästen des Hotels im Palais Schwarzenberg zur Verfügung. Aus dem 18. Jahrhundert stammt auch der rund 31.500 m² große, nach der späteren Besitzerin Prinzessin Franziska Arenberg benannte Arenbergpark, der um 1785 für das heute nicht mehr bestehende Palais des Fürsten Nikolaus Esterhazy angelegt worden war. Gegenüber dem Arenbergpark befinden sich zwei kleine Parks am Ziehrerplatz und Sebastianplatz. Der Modenapark, mit rund 8.000 m² wesentlich kleiner als andere herrschaftliche Gartenanlagen, stellt heute nur noch den Überrest eines ehemals weitläufigen Parks dar. Der um 1700 als Zierpark angelegte Garten erstreckte sich ursprünglich weit nach Osten und gehörte im 19. Jahrhundert zum Besitz des Herzogs Franz von Modena.

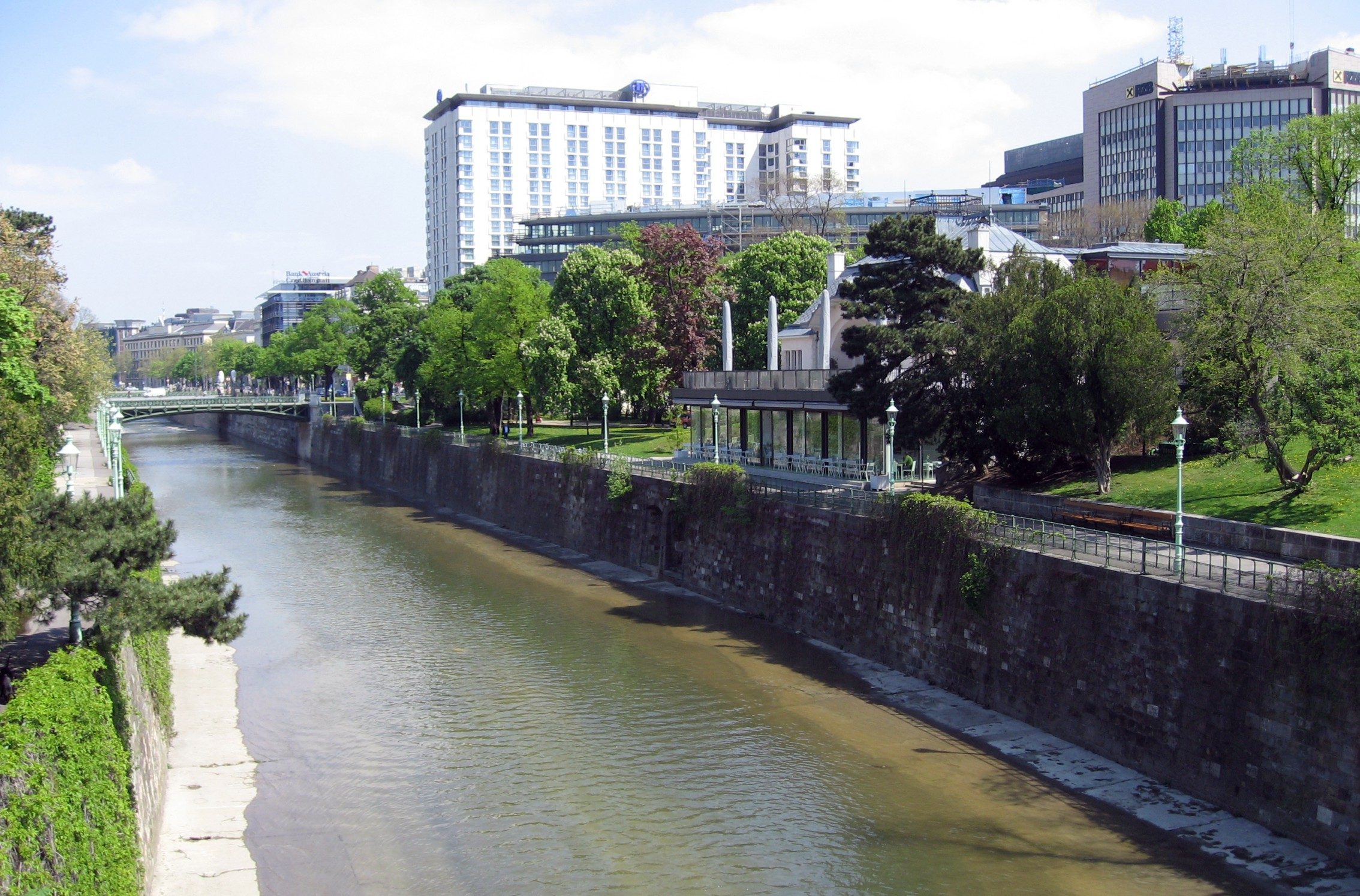
Wiener Stadtpark

Jüngeren Datums, aber wesentlich bekannter ist der rund 65.000 m² große Wiener Stadtpark, der 1862 auf einer Fläche des ehemaligen Wasserglacis am Wienfluss eröffnet wurde. Der Stadtpark war der erste von der Stadtverwaltung angelegte Park Wiens. Am Rande des Stadtparks liegt die Stadtgartendirektion, die hier 1907 in eine von Josef Bittner (1879–1945) geplante, in der Formensprache des Heimatstils gehaltene Villa einzog. Auch der mit rund 165.000 m² größte Park des Bezirkes, der Schweizergarten, wurde nach dem Abriss eines Befestigungsbauwerks, des Linienwalls, angelegt. Der Schweizergarten beherbergt große Teiche, einen Alpenpflanzengarten, ein Rosarium sowie zahlreiche exotische Bäume. Neben den großen Parkanlagen liegen noch weitere Gärten und Parks im Bezirk Landstraße. Der Kardinal-Nagl-Park (rund 7.500 m²) mit Spiel- und Sportflächen für Kinder und Jugendliche liegt direkt an der gleichnamigen Station der U-Bahn-Linie U3; im Zuge der Verlängerung der U3 wurde der Park umfassend saniert. Ebenfalls im Bereich einer U-Bahn-Station liegen der Rochuspark (3.500 m²) und der Grete-Jost-Park (1.500 m²), die im Zuge des Baus der U-Bahn in diesem Bereich angelegt wurden. Der 1995 benannte „Park der Opfer der Deportation“ auf den Gründen des Aspangbahnhofs erinnert an die von den Nationalsozialisten von hier in die Vernichtungslager abtransportierten Menschen.

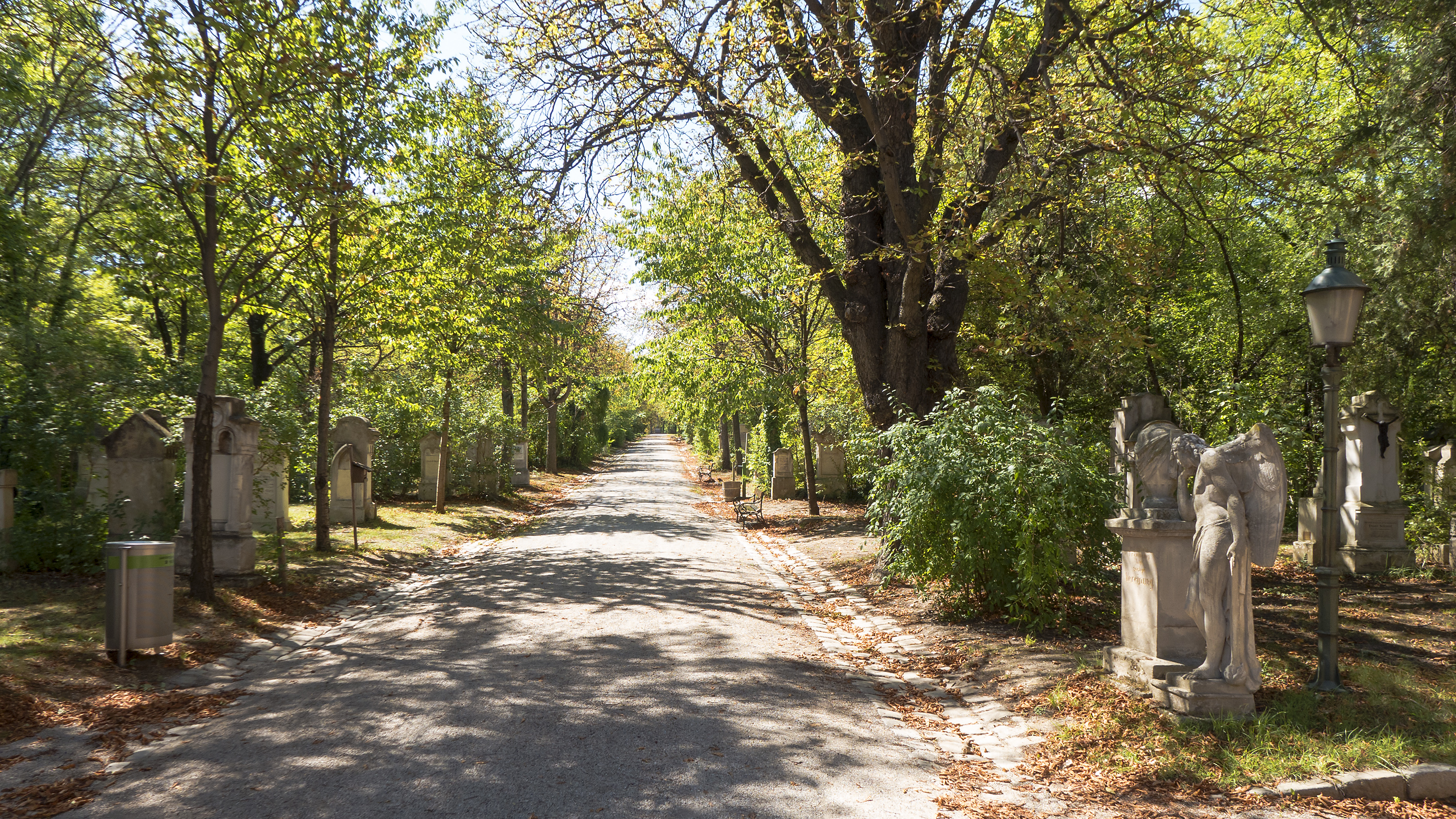
Sankt Marxer Friedhof

Auf dem Landstraßer Bezirksgebiet existiert heute lediglich ein erhaltener Friedhof. Der Sankt Marxer Friedhof wurde auf Weisung von Kaiser Joseph II. zusammen mit vier weiteren Friedhöfen außerhalb des Linienwalls angelegt. Dieses Friedhöfe dienten bis zur Eröffnung des Wiener Zentralfriedhofes als Hauptbegräbnisstätten. Ältere Friedhöfe wie jener um die Pfarrkirche Erdberg wurden aufgelöst. Der Friedhof, der auch das Grabmal von Wolfgang Amadeus Mozart beherbergt, wurde nach der Eröffnung des Zentralfriedhofs geschlossen und wird heute als Parkanlage geführt.

#### Weitere Sehenswürdigkeiten

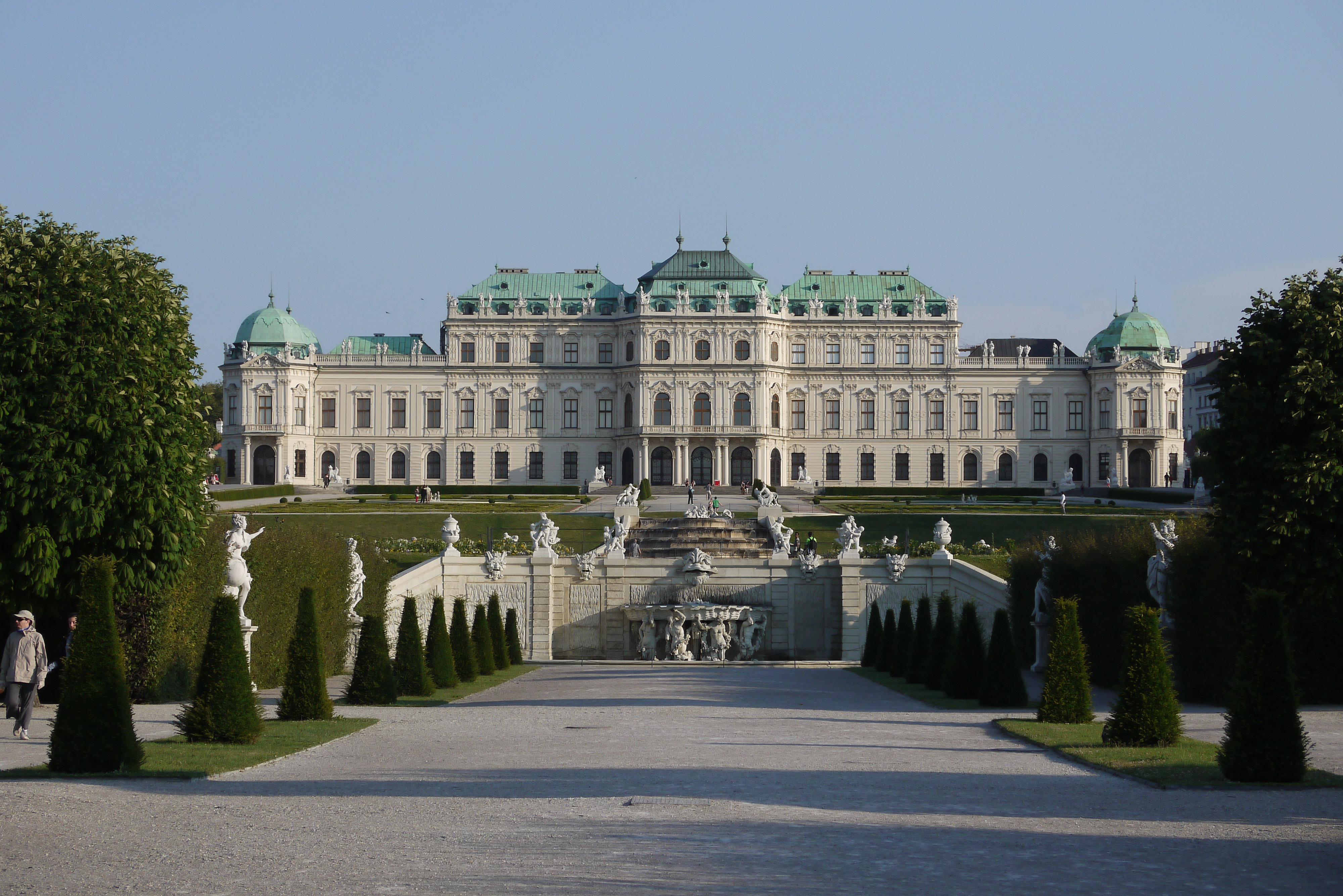
Schloss Belvedere

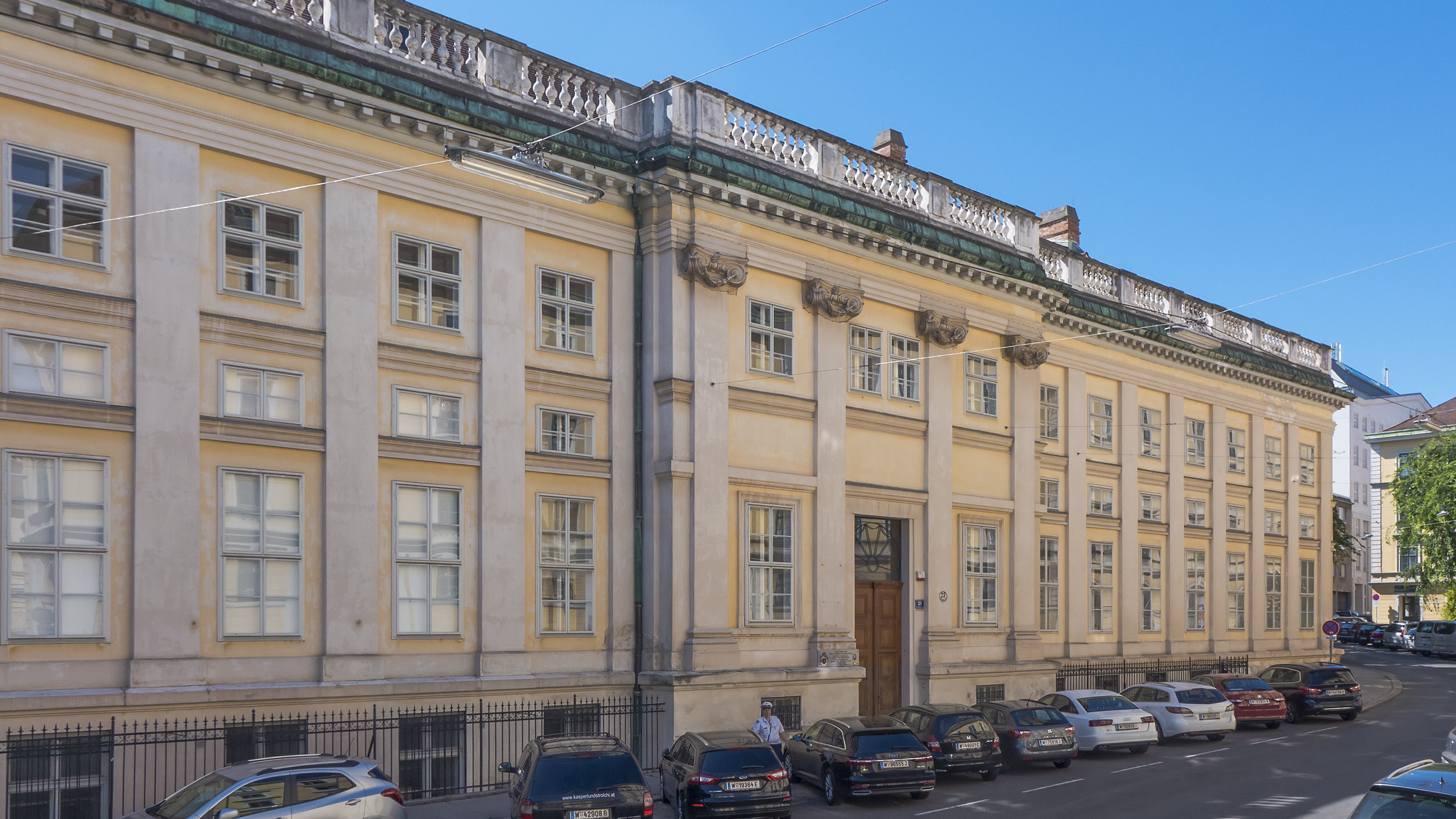
Palais Rasumofsky

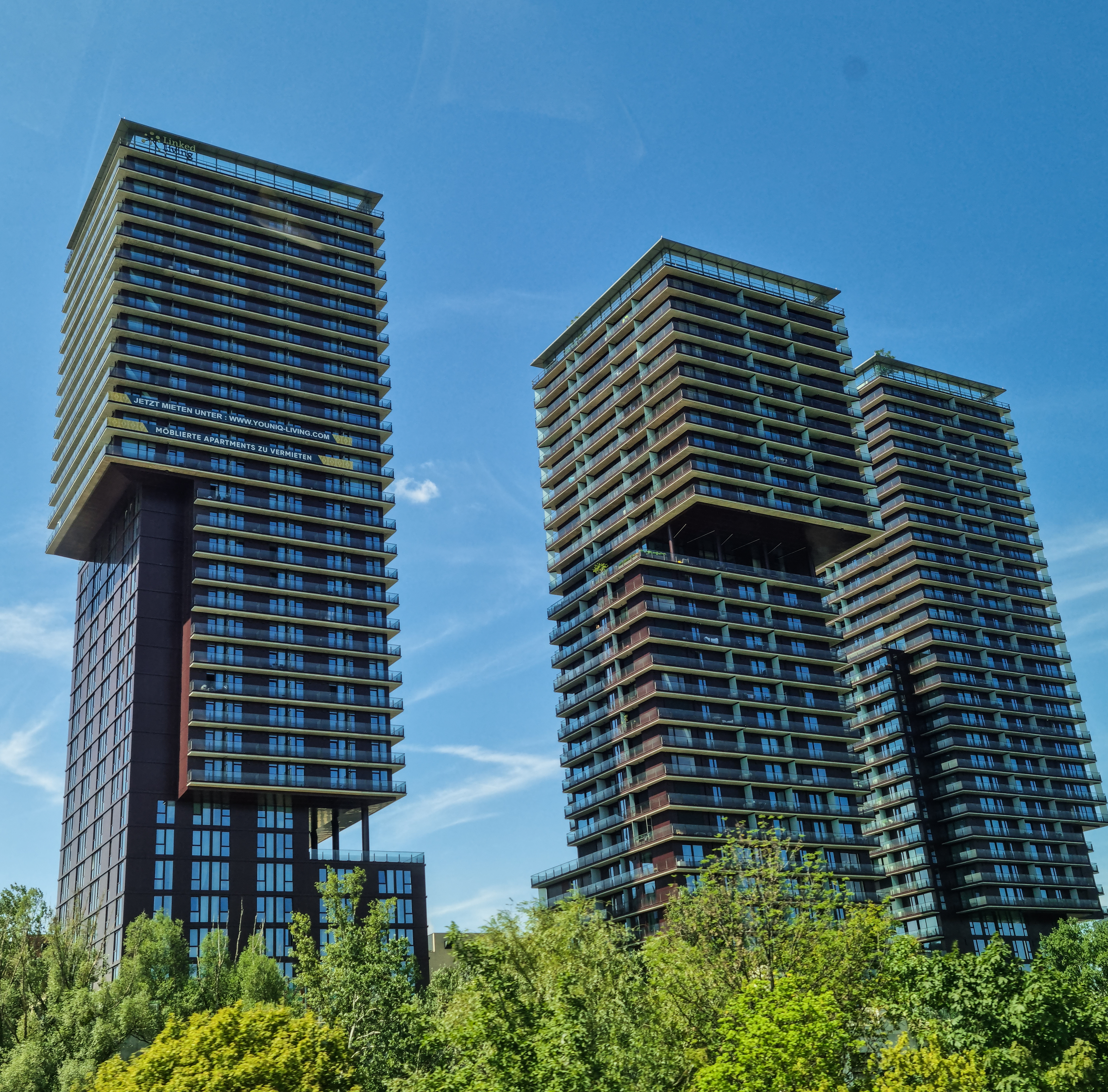
TrIIIple Towers Hochhaus am Donaukanalufer

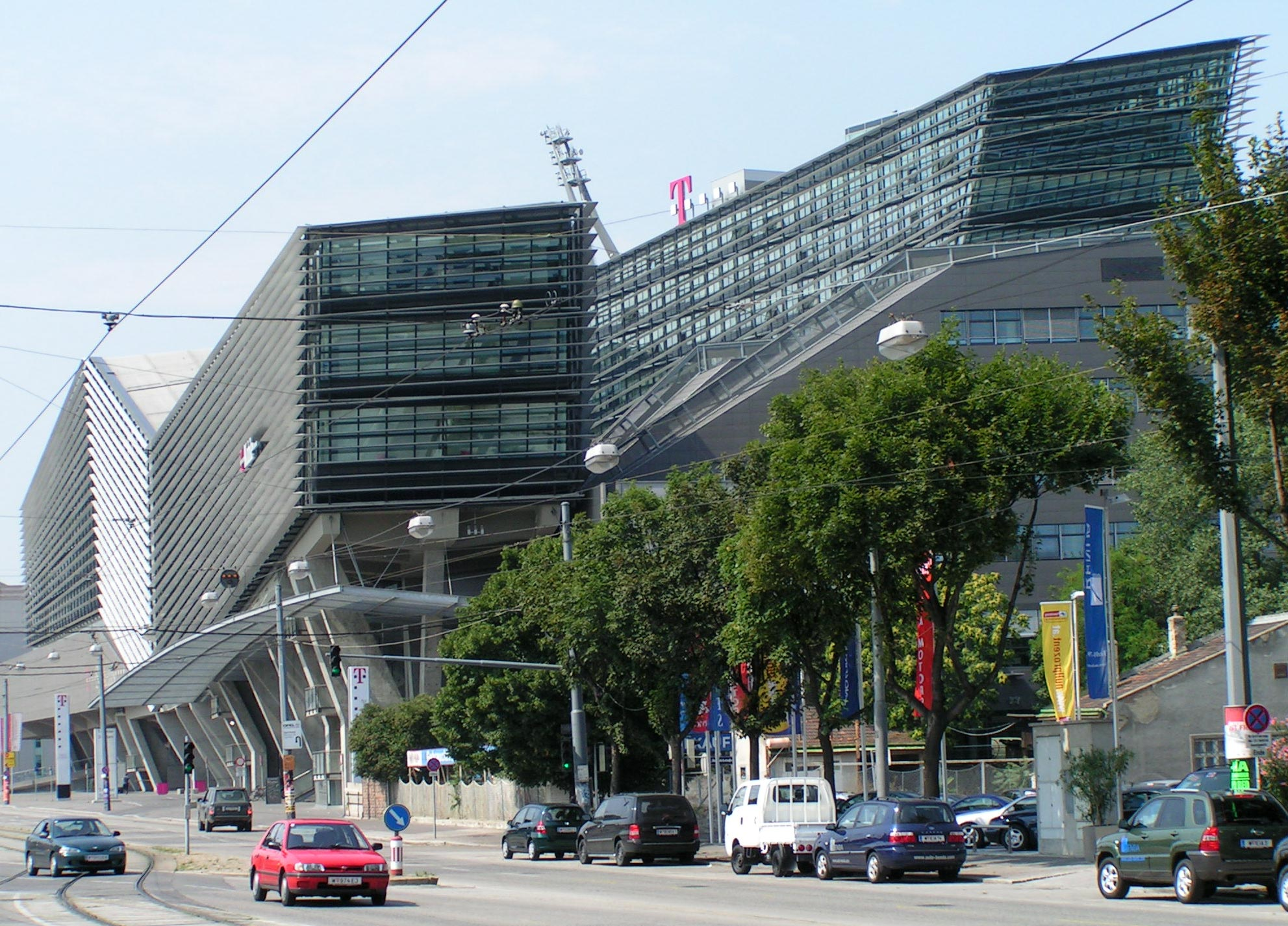
T Center

Das Schloss Belvedere im Westen des Bezirks besteht aus dem Oberen und Unteren Belvedere sowie großflächigen Gartenanlagen. Nach Unterzeichnung des Staatsvertrages am 15. Mai 1955 präsentierte Außenminister Leopold Figl das Dokument am Balkon des Belvederes. Der Akt wurde im Zusammenschnitt mit der Tonaufnahme der im Marmorsaal nach der Unterzeichnung gesprochenen Worte „Österreich ist frei!“ zu einer Medienikone. Zwischen dem Belvedere und dem Schwarzenbergplatz befindet sich das Palais Schwarzenberg, das Adam Franz Karl Fürst von Schwarzenberg als Sommerpalais diente.
Das Palais Rasumofsky, dessen Gärten einst bis zum Donaukanal reichten, befindet sich an der Rasumofskygasse und wurde 1806 von Louis Montoyer als Gartenpalais für den russischen Fürsten Andrei Kirillowitsch Rasumowski erbaut. In der Nähe, an der Marxergasse, befanden sich die 2001 ausgebrannten Sofiensäle. Diese dienten einst als Schwimmhalle, aber auch als Tanz- und Konzertsaal, in den 1990er Jahren fungierten sie als Event- und Clubbinglocation. Nach dem Brand blieb die Ruine über Jahre stehen, sie wurde danach umgebaut und wird seit 2013 als Hotel- und Wohngebäude genützt.
Aus der Zeit um 1900 stammt das Haus Portois & Fix, der Sitz der gleichnamigen Möbelfirma.
Der denkmalgeschützte Karl-Borromäus-Brunnen auf dem Karl-Borromäus-Platz gilt als eines der wenigen Beispiele für Freiplastiken aus der Zeit des Jugendstils.
In der Zwischenkriegszeit sind in ganz Wien zahlreiche Gemeindebauten entstanden, so auch im 3. Bezirk. Zu den größten dieser kommunalen Wohnhausanlagen zählen der Hanuschhof, der Wildganshof (der nach den ursprünglichen Plänen von einer Schnellbahntrasse durchschnitten hätte werden sollen) sowie der Rabenhof, in dem sich das Rabenhof Theater befindet.
Das in den 1920er Jahren errichtete Haus Wittgenstein wurde von dem Philosophen Ludwig Wittgenstein in Zusammenarbeit mit den Architekten Paul Engelmann entworfen. Es diente ursprünglich als Wohnpalais für Margarethe Stonborough-Wittgenstein. Die beiden Flaktürme im Arenbergpark wurden 1943 während des Zweiten Weltkriegs erbaut.
Ein Gemeindebau jüngeren Datums ist das in den 1980er Jahren errichtete Hundertwasserhaus, das aufgrund seiner außergewöhnlichen Gestaltung durch Friedensreich Hundertwasser eine der beliebtesten Touristenattraktionen des Bezirks ist.
Der 87 Meter hohe City Tower Vienna, in dem das Justizzentrum Wien-Mitte untergebracht ist, wurde 2003 fertiggestellt. Ein Jahr später folgte mit dem T-Center in Sankt Marx ein weiteres Beispiel moderner Architektur im Bezirk. Das von Günther Domenig entworfene Bürogebäude wird von der Magenta Telekom und einigen Schwestergesellschaften genutzt. Auf dem nahegelegenen Areal des ehemaligen Schlachthofs Sankt Marx entsteht seit Ende der 2000er Jahre ein neuer Stadtteil mit Wohn- und Bürogebäuden, an die einstige Nutzung erinnert noch das denkmalgeschützte Verwaltungsgebäude, das heute vom Media Quarter Marx genutzt wird, sowie die Toranlage mit ihren steinernen Rinderskulpturen.

### Kultur

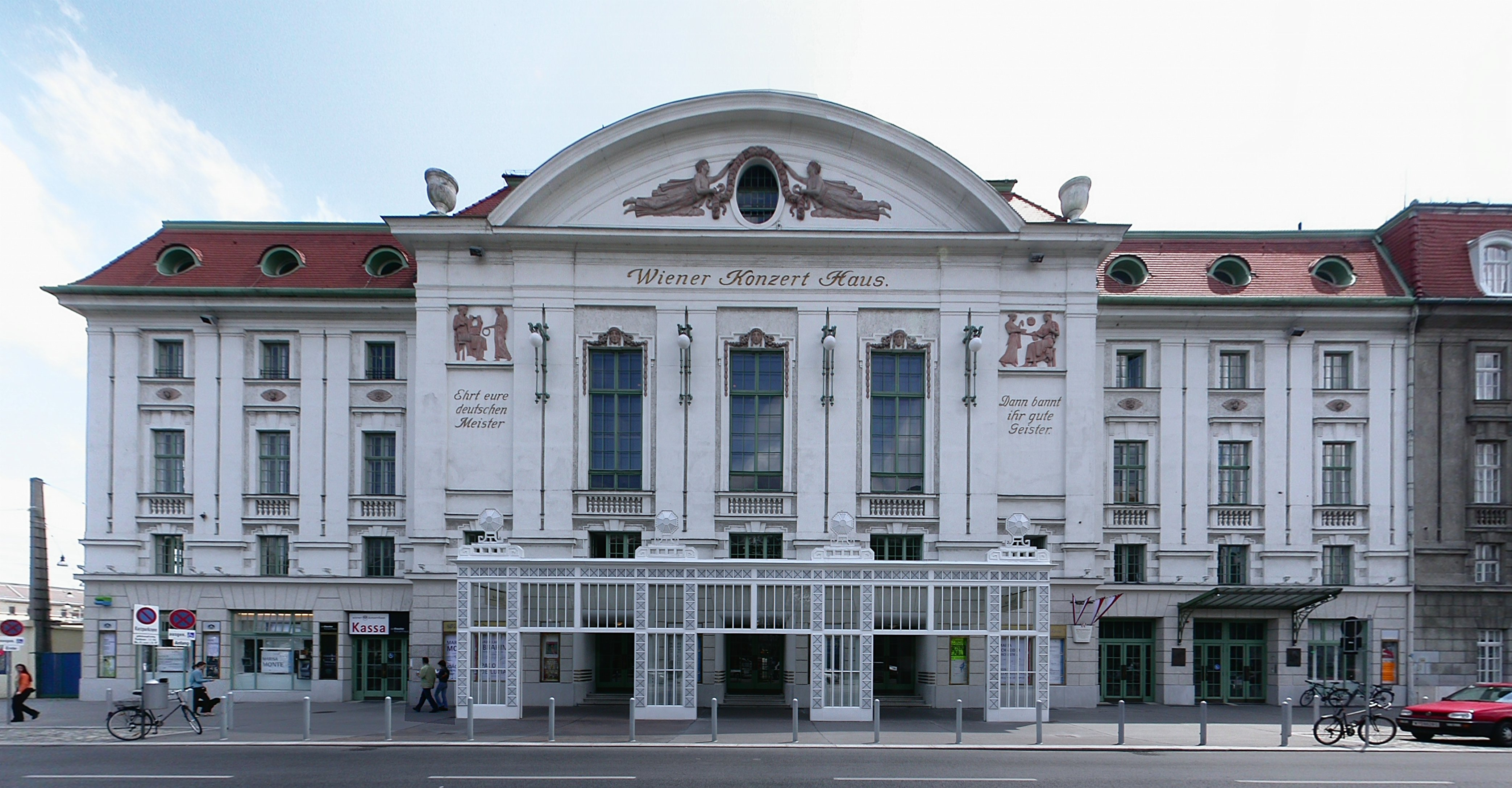
Das Wiener Konzerthaus

Das Wiener Konzerthaus und das angrenzende Akademietheater liegen an der Lothringerstraße und grenzen damit direkt an den 1. Bezirk. Heute ist das Akademietheater eine von mehreren Spielstätten des Burgtheaters. Im Rabenhof Theater, das ursprünglich als Kino genutzt wurde, wird vor allem „junges Theater“ und Kabarett aufgeführt. Das 3raum-Anatomietheater im ehemaligen Anatomiegebäude des veterinärmedizinischen Instituts in der Beatrixgasse wurde 2006 von Hubert „Hubsi“ Kramar gegründet. Das Figurentheater Lilarum ist ein 1980 als Wanderbühne gegründetes Puppentheater, das seit 1997 eine Spielstätte in Erdberg nutzt und heute die größte ständig bespielte Puppenbühne Österreichs ist.
Das Stadtkino am Schwarzenbergplatz wurde 1916 als eines der ältesten Programmkinos Wiens eröffnet. 1993–2013 war es eines der vier Festivalkinos der Viennale. Die Arena im Industriegebiet im Osten des Bezirks ist ein Veranstaltungsort für Konzerte und andere Musikevents, im Sommer wird das Open-Air-Gelände für Freiluftkino genutzt.
Ein Gebietsabschnitt im Westen des Gemeindebezirks ist Teil der Welterbestätte Historisches Zentrum von Wien. Dessen Außenzone wird von der Hinteren Zollamtsstraße, der Invalidenstraße, der Ungargasse und der Jacquingasse begrenzt. Zur Kernzone gehören unter anderem das Schloss Belvedere, der Schwarzenbergplatz, der Stadtpark, das Konzerthaus und das Akademietheater.

### Museen

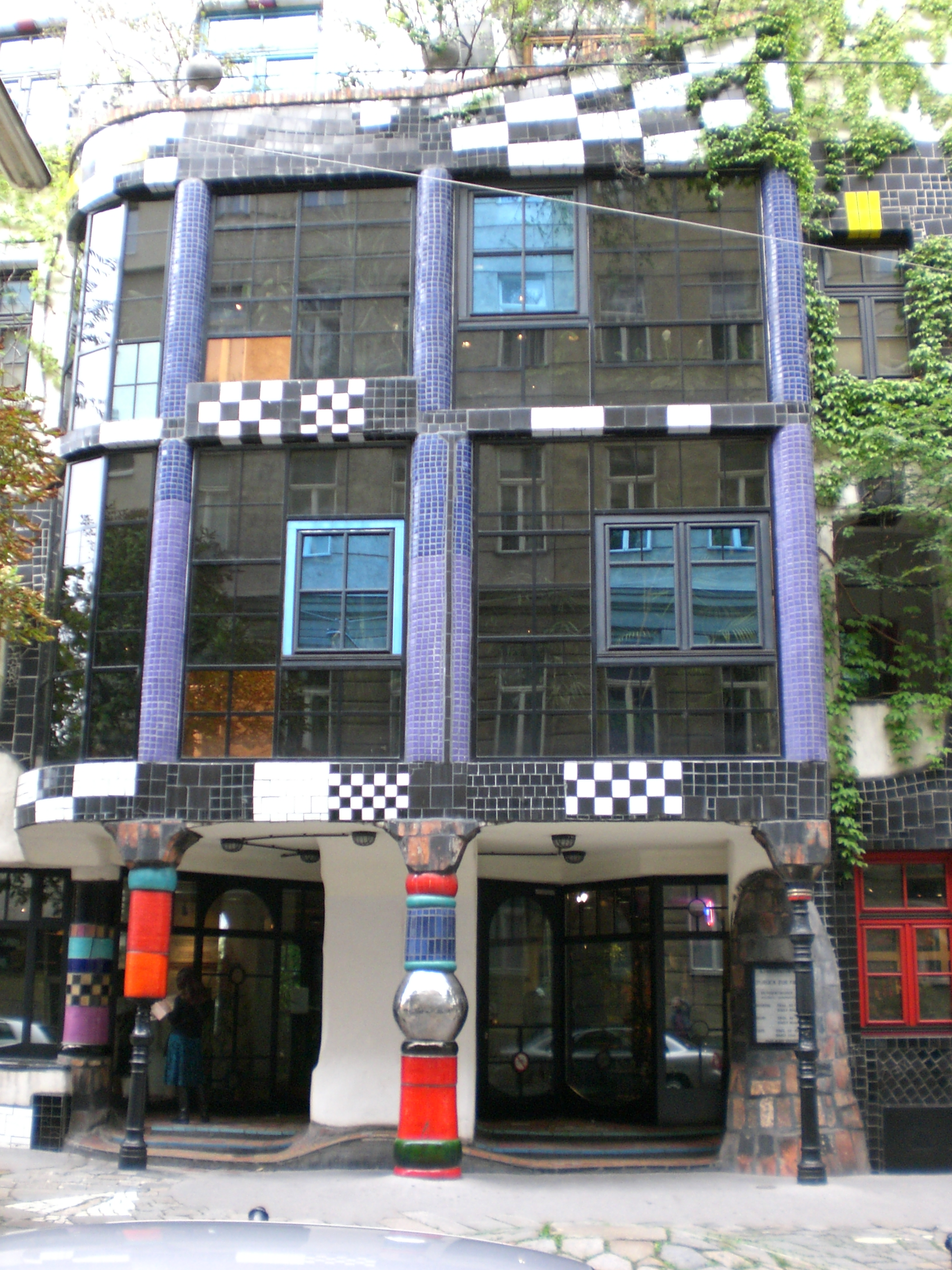
KunstHausWien

Die Österreichische Galerie Belvedere im Schloss Belvedere beherbergt eine bedeutende Sammlung österreichischer Kunst und die weltweit größte Gustav-Klimt-Sammlung. Im Unteren Belvedere können zudem die ehemaligen Wohn- und Repräsentationsräume des Prinzen Eugen besichtigt werden. Die Räumlichkeiten werden ebenso wie die Orangerie für Sonderausstellungen genutzt. Ebenfalls zu den meistbesuchten Museen in Wien zählt das Kunst Haus Wien, das über eine permanente Ausstellung mit Werken des Künstlers Friedensreich Hundertwasser verfügt. Auch das nahe Hundertwasser-Krawinahaus kann besucht werden, gegenüberliegend befindet sich die Village-Galerie mit einer ständigen Ausstellung von Hundertwasserwerken. Ein ebenfalls in der Nähe des Hunderwasserhauses gelegenes Museum ist das Fälschermuseum Wien. Ein weiteres bekanntes Museum ist das Heeresgeschichtliche Museum im Arsenal, das die Militärgeschichte der Habsburgermonarchie vom Ende des 16. Jahrhunderts bis 1918 sowie Österreichs bis 1945 darstellt. Zudem werden den Besuchern im Museum 200 Jahre österreichische Marinegeschichte näher gebracht. Ebenfalls im Bezirk Landstraße befindet sich das Verkehrsmuseum Remise, das größte Straßenbahnmuseum der Welt, das ausschließlich die Geschichte des öffentlichen Verkehrs einer Stadt darstellt. Des Weiteren befinden sich im Bezirk das Arnold Schönberg Center und das Böhmerwaldmuseum.
Das Bezirksmuseum Landstraße setzt seine Schwerpunkte auf die Darstellung der römischen Zivilstadt sowie der Bezirks-, Kultur- und Kunstgeschichte. Ein Gedenkraum des Museums ist den etwa 13.000 jüdischen Bewohnern des Bezirks gewidmet, die während der NS-Diktatur beraubt, zur Flucht gezwungen oder – meist in den Konzentrationslagern – ermordet wurden. Die Personen sind in einer Datenbank erfasst, die im Museum eingesehen werden kann.

## Sport
- Rennweger SV
- Landstraßer AC

## Wirtschaft und Infrastruktur

### Wirtschaft

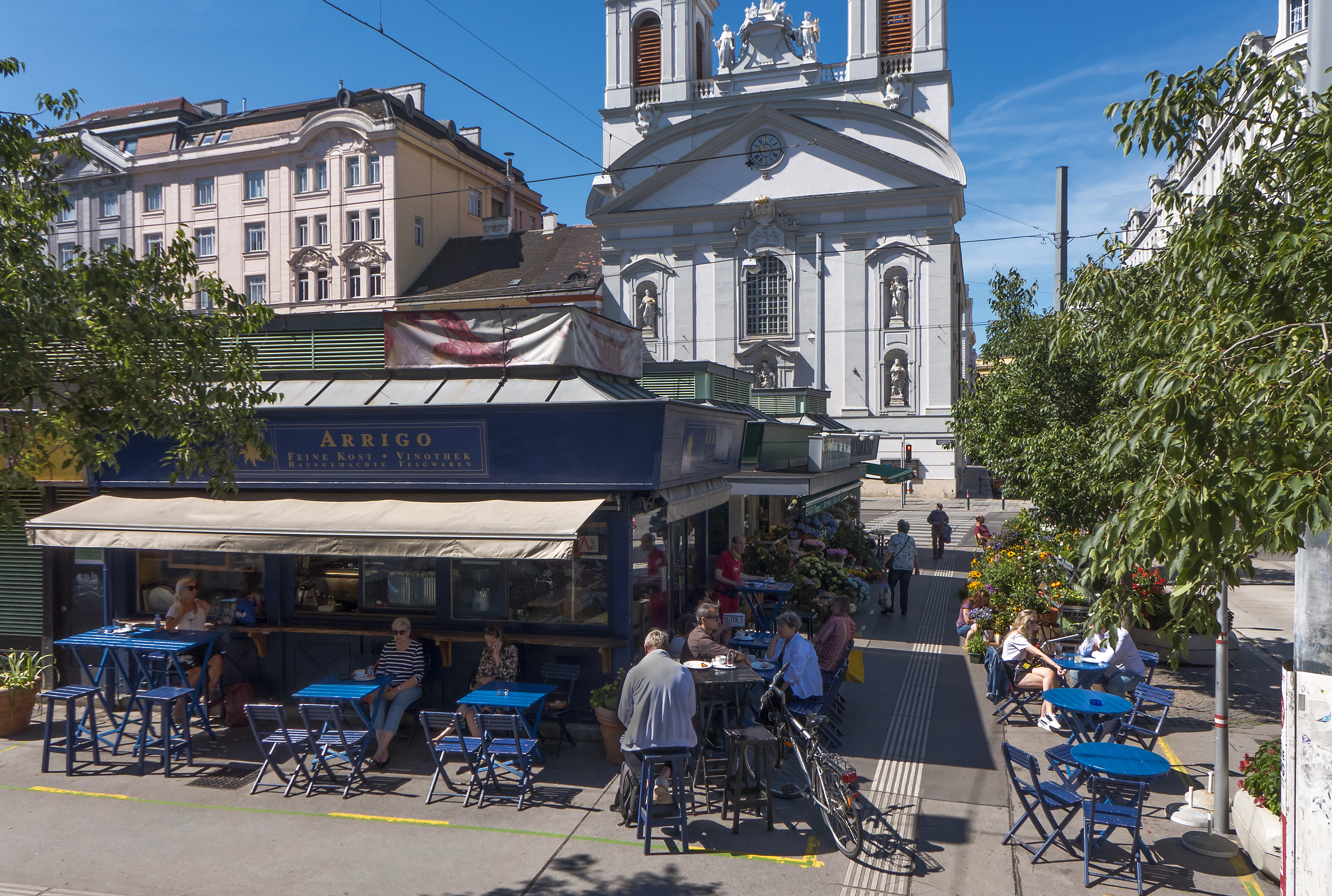
Der Rochusmarkt

#### Wirtschaftsgeschichte
Die Lebensgrundlage der frühen Siedlungen auf dem Bezirksgebiet war die Landwirtschaft. So war die Haupteinnahmequelle der ersten Bewohner von Erdberg der Weinbau. Zusammen mit dem Gemüseanbau blieb der Weinbau bis ins 19. Jahrhundert die Lebensgrundlage der Erdberger Bevölkerung. Alttunaw, die Vorgängersiedlung des Vorortes „Unter den Weißgerbern“, war bereits vor der Ersten Wiener Türkenbelagerung von Fleischhauern, Darmwäschern, aber auch Gärtnern bewohnt. Nach Weißgerber übersiedelten 1561 auch die Rot- und Weißgerber, Flecksieder und Lederer Wiens, nachdem ihr Viertel während der Türkenbelagerung zerstört worden war und die Verwaltung die Berufsgruppen auf Grund der Geruchsbelästigung aus der Innenstadt absiedeln wollte. Weißgerber behielt lange der Charakter einer Siedlung von Gärtnern, Gerbern und Fleischern. Die Fleischhauer hielten bis Ende des 18. Jahrhunderts ihre Märkte auf dem Gelände des heutigen Bahnhofs Wien Mitte ab, 1797 wurde der Viehmarkt nach St. Marx verlegt.
Mit der beginnenden Industrialisierung siedelten sich ab der zweiten Hälfte des 18. Jahrhunderts in den Vorstädten immer mehr Manufakturen und Gewerbebetriebe an. So gab es chemische Fabriken, Tuchfabriken, Spiegelfabriken und Buchdruckereien. Die Ansiedlung neuer Fabriken forcierte gleichzeitig den Zuzug von Arbeitern aus allen Teilen der Monarchie, sodass der Charakter des Gebietes nachhaltig verändert wurde. Auf dem Bezirksgebiet bestehen heute noch mehrere traditionsreiche Unternehmen. Bereits seit 1882 betreibt hier die Firma Siemens eine Niederlassung. Auch die Firma Henkel betreibt seit 1893 eine Zweigniederlassung auf dem Bezirksgebiet und beschäftigt in der heutigen Österreich-Zentrale rund 700 Mitarbeiter. Ein weiterer bekannter Betrieb auf dem Bezirksgebiet ist der Süßwarenhersteller Niemetz. 2004 verlagerte auch die österreichische T-Mobile-Tochter T-Mobile Austria ihren Firmensitz in das neu errichtete T-Center. Seit 2011 befindet sich auch der Unternehmenshauptsitz der Österreichischen Post AG auf dem ehemaligen Siemensgelände in der Haidingergasse.

#### Arbeitsstätten und Beschäftigte
Die im Rahmen der Volkszählung durchgeführte Arbeitsstättenzählung ergab 2001 im Bezirk Landstraße 5.924 Arbeitsstätten mit 67.812 Beschäftigten, wobei 94 Prozent unselbständig Beschäftigte waren. Gegenüber dem Jahre 1991 war die Anzahl der Arbeitsstätten um 20,8 Prozent gestiegen, die Anzahl der Beschäftigten hatte sich im gleichen Zeitraum um 9,9 Prozent erhöht. Der Wirtschaftszweig mit der höchsten Beschäftigungszahl war das Realitätenwesen und Unternehmensdienstleister mit 1.706 Arbeitsstätten (28,8 Prozent) und 12.838 Beschäftigten (18,9 Prozent). Bezogen auf die Beschäftigungszahlen folgen dahinter die Öffentliche Verwaltung und Sozialversicherungen (13,7 Prozent), die Branche Verkehr und Nachrichtenübermittlung (12,7 Prozent), der Handel (12,6 Prozent) und die Sachgütererzeugung (9,0 %). Insgesamt 49 Betriebe beschäftigten 2001 mehr als 200 Personen, wobei die Betriebsgrößen vor allem in der öffentlichen Verwaltung und im Verkehr und Nachrichtenübermittlung signifikant hoch waren.
Im Bezirk Landstraße war die Pendlerrate 2001 sehr hoch. Von den 37.804 Erwerbstätigen die im Bezirk wohnten, arbeiteten lediglich 10.994 (29,1 Prozent) am Wohnort. 26.810 Einwohner des Bezirkes mussten hingegen zur Arbeit auspendeln, wobei 85,8 Prozent der Auspendler in einem anderen Bezirk (vor allem Innere Stadt, Alsergrund, Favoriten, Leopoldstadt und Liesing), 13,5 Prozent in Niederösterreich und die übrigen in anderen Bundesländern oder im Ausland Arbeit fanden. Während eine hohe Zahl der Landstraßer Bevölkerung zur Arbeit aus dem Bezirk auspendelte, gab es eine große Anzahl von Einpendlern in den Bezirk. 84,4 Prozent der im Bezirk Landstraße Erwerbstätigen stammten demnach nicht von hier. Die 59.464 Einpendler stammten dabei vor allem aus anderen Bezirken Wiens (65,5 Prozent), insbesondere aus der Donaustadt, Favoriten, Simmering, Floridsdorf und der Leopoldstadt, aus Niederösterreich (26,5 Prozent) und dem Burgenland (4,1 Prozent).

### Sicherheit
Auf der Landstraße sind drei Polizeiinspektionen der Bundespolizei etabliert, diese befinden sich in der Juchgasse 19, am Fiakerplatz 4 und in der Invalidenstraße 2. In der Dienststelle Juchgasse befindet sich das für diesen Gemeindebezirk zuständige Stadtpolizeikommando Landstraße.

### Verkehr
Verkehrsknotenpunkt des Bezirks ist der Bahnhof Wien Mitte / Landstraße (früherer Name: Hauptzollamt), der sich am Gelände des ehemaligen Wiener Hafens des Wiener Neustädter Kanals befindet.
Im Bezirk Landstraße befinden sich etliche Stationen des höherrangigen ÖPNV. Die Linie U3 durchquert den dritten Bezirk zwischen den Stationen Landstraße (Wien Mitte) und Erdberg in Nordwest-Südost-Richtung, die Linie U4 verkehrt zwischen Landstraße und Stadtpark entlang der nordwestlichen Grenze des Bezirks. Die Stammstrecke der S-Bahn Wien erschließt mit drei Stationen den Bereich von Wien Mitte über Rennweg und das Fasanviertel bis zum oberen Belvedere; an der Station Rennweg zweigt außerdem die Flughafenstrecke von der Stammstrecke ab.
Vier Straßenbahnlinien – O, 1, 18 und 71 – sowie fünf Buslinien sorgen für die engmaschige Erschließung des Bezirks und verbinden ihn mit den benachbarten Bezirken.
Straßentechnisch wird der dritte Bezirk von den Autobahnen A23 und A4 sowie von den Hauptstraßen B1, B221 und B227 versorgt.
Einer von zwei Campingplätzen Wiens, Camping Wien Neue Donau der Verkehrsbuero Austria, befindet sich im Bezirk.

## Gesundheit und Soziales

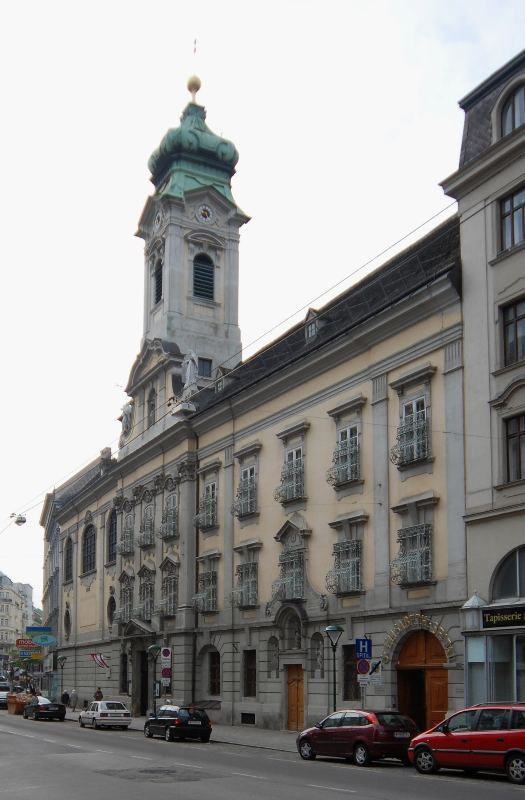
Krankenhaus St. Elisabeth

Neben zahlreichen im Bezirk niedergelassenen Ärzten der verschiedensten Fachrichtungen bestehen auf der Landstraße die vom Wiener Krankenanstaltenverbund geführte Krankenanstalt Rudolfstiftung der Stadt Wien sowie zwei geistlich geführte Spitäler, nämlich das Krankenhaus St. Elisabeth und das Herz-Jesu-Krankenhaus. Ein weiterer Stützpunkt der medizinischen Versorgung ist das „Gesundheitszentrum Wien-Mitte“ der Wiener Gebietskrankenkasse.
Weitere wichtige Stellen in Gesundheitsfragen sind das
- Bezirksgesundheitsamt im Magistratischen Bezirksamt (verschiedene Schutzimpfungen, Beratung in medizinischen Fragen, aber auch behördliche Funktionen), die
- Elternberatungsstelle (früher Mutterberatungsstelle, Beratung zur Pflege und Betreuung des Kindes, aber auch Untersuchungen nach dem Mutter-Kind-Pass und Impfungen nach dem österreichischen Impfplan), eine von fünf
- Vorsorgeuntersuchungsstellen, die vom Gesundheitsamt der Stadt geführt werden (Hainburger Straße 57–63), das
- Impfservice und reisemedizinische Beratung der Stadt Wien am Thomas-Klestil-Platz, sowie die
- Psychotherapeutische Ambulanz an der Sigmund Freud Privatuniversität Wien in der Schnirchgasse, in der 130 Therapeuten knapp über tausend Patienten behandeln.

Historische Spitäler des Bezirks sind das Bürgerspital in Sankt Marx, das von Kaiser Karl VI. gegründete Heiliggeistspital mit dem später hierher verlegten Kaiserspital. Sie alle wurden von Kaiser Joseph II. geschlossen und einer anderen Verwendung zugeführt. Ebenfalls von Kaiser Joseph II. geschlossen wurde das von Kardinal Sigismund von Kollonitz mit Hilfe von Kaiser Karl VI. und anderen Wohltätern gegründete Armen- und Versorgungshaus, der es 1784 in ein Invalidenhaus für Soldaten umwandelte. 1909 erfolgte der Abbruch, nachdem die Bewohner in das Militärinvalidenhaus in Hietzing verlegt worden waren. Zwischen 1884 und Ende 1925 bestand in der Leonhardgasse 3–5 die private Nervenheilanstalt von Wilhelm Svetlin (1849–1914). Prominente Patienten hier waren unter anderem Hugo Wolf und Carl Schuch. Außerdem war ein Bestandteil der Rennweger Kaserne das Garnisonsspital II.
Von Adolf Ignaz Mautner von Markhof (1801–1889) und seiner Ehefrau, Julie Marcelline geb. Kadisch (1812–1887), wurde 1872 das Kronprinz-Rudolf-Kinderspital in der Baumgasse 26 gestiftet (spätere Zubauten 1901 und 1904 auf ON 30 sowie ON 28). 1921 wurde es in Mautner Markhof’sches Kinderspital umbenannt und 1924 – nach der Aufhebung der Stiftung – von der Gemeinde Wien übernommen und bis zu der am 16. Dezember 1998 erfolgten Schließung weitergeführt. Später wurde das Bauwerk abgerissen.
In den 1990er und 2000er Jahren wurden im dritten Bezirk eine Reihe von Obdachlosenhäusern errichtet – neben dem bereits bestehenden Übergangswohnhaus der Gemeinde Wien in der Gänsbachergasse entstanden das Seniorenhaus der ARGE Nichtsesshaftenhilfe in der Schlachthausgasse, das Lighthouse Wien in der Dampfschiffstraße und das neunerHAUS in der Hagenmüllergasse.

## Persönlichkeiten
- Anton Diabelli (1781–1858), Komponist und Musikverleger, starb hier
- Ludwig Boltzmann (1844–1906), Physiker und Philosoph
- Erwin Schrödinger (1887–1961), Physiker und Wissenschaftstheoretiker
- Friedrich Mohs (1773–1839), Mineraloge
- Robert Musil (1880–1942), Schriftsteller und Theaterkritiker
- Adalbert Stifter (1805–1868), Schriftsteller, Maler und Pädagoge
- Hugo von Hofmannsthal (1874–1929), Schriftsteller, Dramatiker, Lyriker und Librettist
- Wolfgang Amadeus Mozart (1756–1791), Musiker und Komponist, wohnte hier 1787
- Carl Wilhelm Christian Ritter von Doderer (1825–1900), Architekt
- Heimito von Doderer (1896–1966), Schriftsteller
- Wilhelm Carl Gustav Ritter von Doderer (1854–1932), Architekt, Ingenieur und Bauunternehmer
- Friedrich Gulda (1930–2000), Pianist und Komponist
- Gustav Mahler (1860–1911), Komponist
- Joe Zawinul (1932–2007), Musiker
- Thomas Klestil (1932–2004), Diplomat und Bundespräsident
- Ludwig van Beethoven (1770–1827), Komponist und Pianist, lebte hier von 1817 bis 1819 (Landstraßer Hauptstraße Nr. 31)
- Maria Jacobi (1910–1976), Gemeinde- und Stadträtin
- Fred Zinnemann (1907–1997), Filmregisseur
- Kurt Schaefer (1922–2020), Unterwasser-Filmpionier, Marinehistoriker und Modellbauer
- Ingeborg Bachmann (1926–1973), Schriftstellerin, lebte hier von 1946 bis 1953
- Joseph Marx (1882–1964), Komponist, Pianist, Musikpädagoge und Kritiker, lebte hier von 1915 bis 1961
- Rudolf von Eichthal, lebte hier von 1919 bis 1974 (Landstraßer Hauptstraße Nr. 4A)
- Jura Soyfer (1912–1939), Schriftsteller, lebte hier in seiner Kindheit
- Anton Schönfeld (1827–1898),[26] Militär und Generaltruppeninspektor
- Anton Dawidowicz (1910–1993), Musikpädagoge, Kapellmeister und Komponist
- Peter Waterhouse (1956), Schriftsteller und Übersetzer